# 长沙市
28°11′46″N 112°58′20″E / 28.19611°N 112.97222°E
长沙市（湘语长沙话：[t͡sã˩˧ sɔ˧ sɿ˨˩]），简称长，别称星城，古名潭州，素有“屈贾之乡”、“潇湘洙泗”之誉，是中华人民共和国湖南省省会。位于湘东北的湘江下游，为中国中部重要的中心城市以及中国特大城市之一，全国性综合交通枢纽、首批国家历史文化名城，并与周边株洲、湘潭共同构成长株潭城市群。市区通用湘语长沙话，下辖县市亦使用宁乡话、赣语浏阳话等。市政府驻岳麓区岳麓大道218号。
长沙有两千多年的原址城建史，“长沙”一名最早见于先秦时代的《逸周书》。秦代始设长沙郡，西汉建立长沙国，所存马王堆汉墓举世闻名。唐代长沙窑首创釉下彩瓷器，远销世界各国。五代长沙为南楚国都。北宋岳麓书院为中国古代四大书院之一，留有“惟楚有才，于斯为盛”的名联。清末长沙为中国四大米市和四大茶市之一，近代则成为了中国一大维新与革命运动中心。维新派谭嗣同等人在此兴办时务学堂，中华民国开国元勋黄兴在此创立华兴会，毛泽东等人也在长沙求学和开展政治运动。抗日战争中长沙为大后方之一，承接沿海城市内迁，但其后“文夕大火”以及长沙会战重创了长沙的经济和城建。
如今，长沙拥有以工程机械、新材料为主的产业链，被誉为“世界工程机械之都”，GDP增速为21世纪初中国主要城市之中最快，并拥有中国中部第一个国家级新区——湘江新区。2020年代以来则致力于响应“一带一路”倡议以及引领中非经贸合作。拥有3所985院校的长沙是超级杂交水稻、“天河一号”、“天河二号”超级计算机、中国首台激光3D打印机的诞生地，中国首条国产磁浮铁路线亦开通于此。长沙的传媒、出版产业亦颇为突出，被联合国教科文组织评为中国首个世界“媒体艺术之都”，湖南卫视在中国省级卫星电视频道中影响力极高。
以岳麓山、湘江和橘子洲为地理和文化符号，长沙又名“山水洲城”，亦因孕育了雅俗共赏的市井文化，被称为中国“娱乐之都”。

## 历史

### 先秦时期
距今20余万年前的旧石器时代，长沙地区已有人类活动；约公元前5000年，长沙地区人类已开始过定居生活，形成聚落，进入母系社会；约公元前2500年，长沙地区已进入原始农业社会，有着石家河文化和龙山文化特征。
据记载，长沙地区夏属三苗国，后华夏族征服三苗族，长沙地区成为扬越人居住地。关于长沙一名由来，唐代《元和郡县志》认为得名于万里沙祠；另一说认为，“长”为古越语虚词，“沙”意为湘江两岸白沙如带；此外还有星宿由来说，即来自轸宿中的长沙星，长沙也因此别称“星城”。但二十八宿体系创立较晚，因此该假说应为后人附会。
商中期开始，“扬越”成为商的“南服”并向其纳贡。《逸周书·王会》记载，公元前11世纪周成王营建洛邑竣工，各诸侯与方国来贺，贡物中有“长沙鳖”，是“长沙”这一地名最早可考的史籍记载。长沙古越人居住半地穴式房屋，以石器为工具，过着刀耕火种的氏族生活。商中后期长沙地区受中原影响，进入青铜器时代，到西周后期出现了铜锄、铜插（即耙），而且制造出了工艺精湛的，有着鲜明古越族特色的青铜容器、乐器，以四羊方尊和大禾方鼎等为代表。
春秋后期，楚国南征并占领了湖南全境，楚人代替越人入主了长沙地区，始建长沙城，楚文化最终替代了古越文化。长沙自此作为楚国粮仓和军事重镇达800年。楚人带来了中原的先进生产工具，使长沙进入了铁器时代，结束了原始社会状态，得以跨越奴隶社会而直接进入了封建社会。

### 秦汉时期
公元前221年（秦始皇二十六年），以长沙为中心，在北至湖北以南、南逾南岭、东临江西西北、西接沅江流域的范围内建立起了“长沙郡”，为秦代36郡之一，以湘县为郡治，长沙自此作为一个明确的行政区划正式纳入中国的政治版图。
公元前202年（汉高帝五年）刘邦封开国功臣吴芮为长沙王，建立长沙国，将秦代“湘县”改名“临湘县”作为国都。西汉长沙国先后分为“吴氏长沙国”和“刘氏长沙国”：吴氏长沙国共传5代，历时46年；“刘氏长沙国”共传7代8王，历时164年。
其中，吴氏长沙国时期是长沙古代史上一段辉煌时期。公元前176年（汉文帝前元四年），贾谊被外放为长沙王太傅，记载了"长沙乃二万五千户耳"的户籍数，可知此时长沙已是一座约十来万人口的城市。举世闻名的马王堆汉墓墓主辛追为吴氏长沙国丞相利苍之妻，其遗体为世界上已知保存时间最长的不腐湿尸，墓中的素纱褝衣展示了西汉的纺织技术巅峰，随葬品T型帛画为现存最早的描写西汉生活的大型作品。
公元9年（新莽始建国元年），长沙国改名“填蛮郡”，临湘县改名“抚睦县”。公元26年（建武二年），光武帝刘秀封西汉末代长沙王刘舜之子刘兴为长沙王，复建长沙国，以控制洞庭以南的局势。公元37年（建武十三年），刘秀废长沙国，复置长沙郡。

### 三国至五代
三国时期长沙郡属东吴，上隶属荆州。190年（初平元年）关东诸侯起兵讨伐董卓，长沙太守孙坚起兵会盟，长沙也是东吴孙氏发迹之地。有关东吴的土地、赋税、司法制度以及相关典章的14万余枚走马楼简牍，于1996年在长沙市中心被发掘出，超过中国近现代以来已发掘简牍之总和。
307年（西晋永嘉元年），晋怀帝司马炽从荆州分出8郡另立湘州，以长沙国临湘县为治所，是为长沙建制史上的标志性事件。长沙作为地方一级行政区划的中心，其战略地位与作用更加巩固。
589年（隋文帝开皇九年），以长沙有昭潭，改湘州为潭州，奠定了到清代为止长沙建置的基本规模。改临湘县为长沙县，是为长沙县名之始。
唐太宗时期，潭州属江南道，后属江南西道。708年（景龙二年），从长沙县中再分出浏阳县，自此长沙县名不再改变。唐以前的长沙社会发展整体落后于中原地区，经过三国、两晋和南朝400余年的经营开发，到唐前期，赶上了中原地区的发展，此时的长沙人丁昌盛、经济繁荣、文化灿烂。771年（大历六年）时任潭州刺史的张谓写下了《 长沙土风碑铭》 ；诗人杜甫游长沙时所写的《清明》一诗中对长沙有着“着处繁华矜是日，长沙千人万人出，渡头翠柳艳明眉，争道朱蹄骄齿膝”的描绘。唐代的长沙铜官窑为世界釉下多彩陶瓷发源地，产品远销东南亚及波斯湾，与越窑、邢窑同为中国唐代三大出口瓷窑。
“安史之乱”后，764年（广德二年）以衡州（今衡阳）为治所设湖南观察使，768年（大历三年）治所迁往潭州，“湖南”作为行政区划名称首次出现。
907年（后梁太祖开平元年），马殷受封楚王，都潭州，号长沙府，建楚国；927年（后唐明宗天成二年），楚国正式成立，史称南楚或马楚，成为五代十国的十国之一。马楚政权时期，政治上采取“上奉天子、下抚士民”、内靖乱军、外御强藩等政策，使百姓获得了一个相对安定的环境。经济上，采取兴修水利、奖励农桑、发展茶业、提倡纺织、通商中原等措施，使社会经济得到了较快的发展。这期间楚国与北方各个政权的贸易以茶叶为主，湖南的茶叶从此全国闻名。

### 宋元明清时期
960年（宋太祖建隆元年），废长沙府，复置潭州，长沙县为州治。宋代是长沙历史上十分重要的时期，长沙作为湖南政治军事中心的地位更为巩固，行政区划基本定形。长沙城坊市界限被打破，经济发展亦超过了中原。北宋诗人张祁所写《渡湘江》一诗中有“长沙十万户，游女似京都”之句。976年（开宝九年），潭州太守朱洞创建岳麓书院，为今日湖南大学前身。朱熹、张拭在长沙讲学，前来听讲者络绎不绝，时人描绘“一时舆马之众，饮池水立涸”，史称“朱张会讲”，为南宋最早的书院会讲之一，长沙由此成为湖湘文化中心。1067年（治平四年）长沙（今大西门）八景台建成，荆南转运判官宋迪绘“潇湘八景”图，八景之一的“江天暮雪”即在长沙橘子洲头一带。
南宋初，湖南民族、军阀矛盾尖锐，动乱不已，此时潭州为沿江6大帅府之一，有宰相李纲、张浚，大将韩世忠、王理、岳飞等先后来到过长沙。1179年（淳熙六年），爱国词人辛弃疾知潭州兼湖南安抚使，在长沙建立了飞虎军；宋末潭州之战中湖南安抚使李芾为抗元举家投井，岳麓书院数百书生集体自尽，彰显了湘人的爱国气节。
1277年（元世祖至元十四年），改潭州为潭州路；1329年（天历二年），元文宗以“潜邸所幸”，改潭州路为天临路；1364年（元顺帝至正二十四年）九月，改天临路为潭州府。元代长沙商贸繁荣，作为长江流域新兴商业城市记载于《马可波罗游记》和《元史·食货志》中。
1372年（明太祖洪武五年），潭州府更名长沙府，隶于湖广布政使司。明代长沙府提出“聚四方之财，供一方之利”的战略，耗巨资开河通商。洞庭湖区素以粮食产量高闻名，明后期，长沙成为中国四大茶市之一，清代又成为中国四大米市之首，清末成为中国五大陶都之一。
清代承袭明制，仍设长沙府。清初，湖南属湖广总督和湖广布政使司。1664年（康熙三年）,分湖广为湖广左、右布政使司，长沙属于右司；1723年（雍正元年），改湖广右布政使司为湖南布政使司，治所长沙；次年，改偏沅巡抚为湖南巡抚。湖南正式成为中国内地十八省之一。清初长沙经济因战乱一度停滞，乾隆年间开始又获得了较大发展。清同治《长沙县志》记载了清代长沙商品流通的盛况：“秋冬之交，淮商载盐而来，载米而去；其贩卖皮币玉玩好，列肆盈廛，则皆江苏、山陕、豫章、粤省之客商。……北客西陕，其货毡皮之属，南客苏杭，其货绫罗古玩之属，繁华垄断，由南关内至臬署前，及上下坡子街为盛。”此外，长沙今日街巷格局和街巷名也至迟在明末已定型。

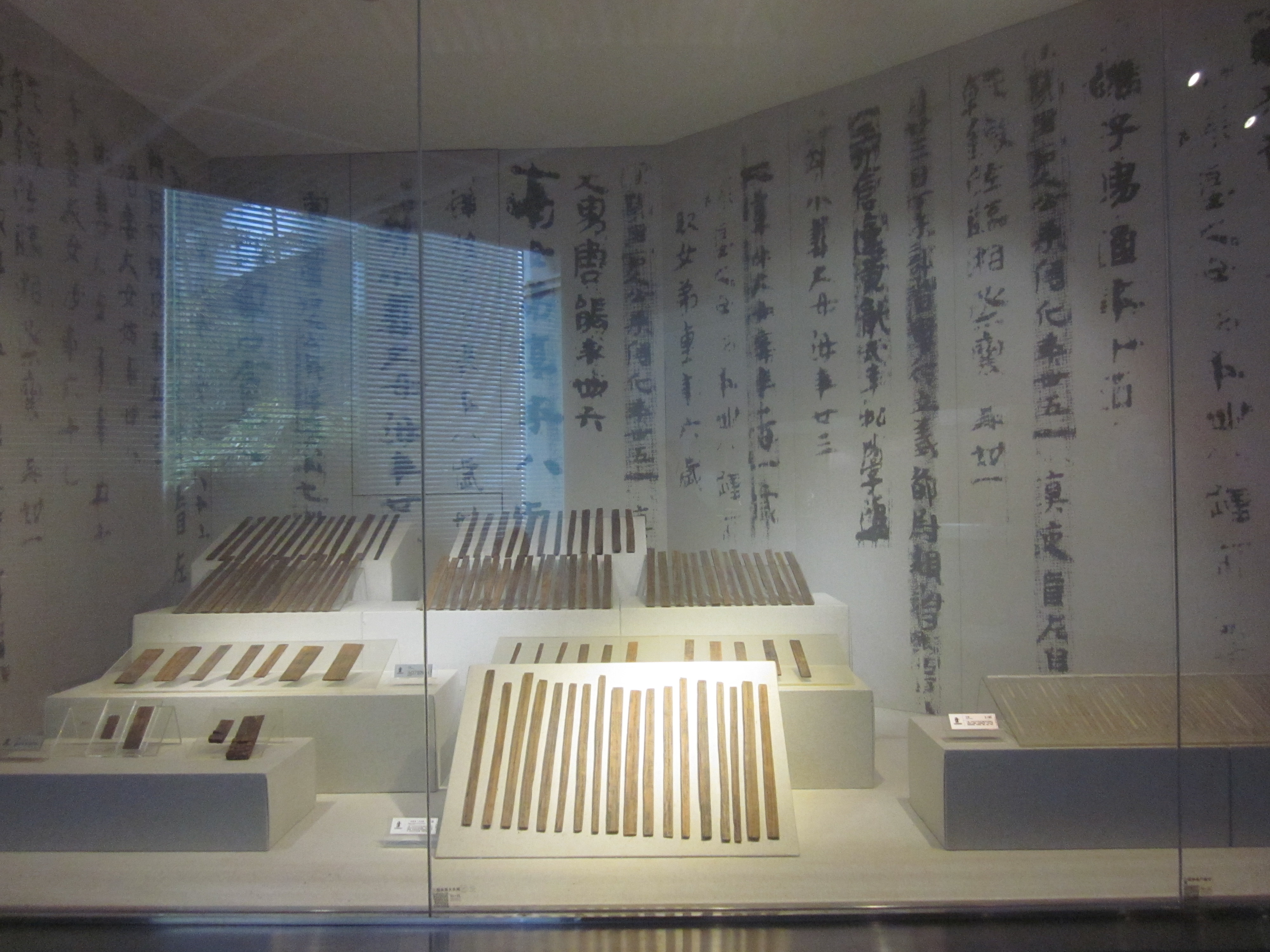
走马楼东吴简牍
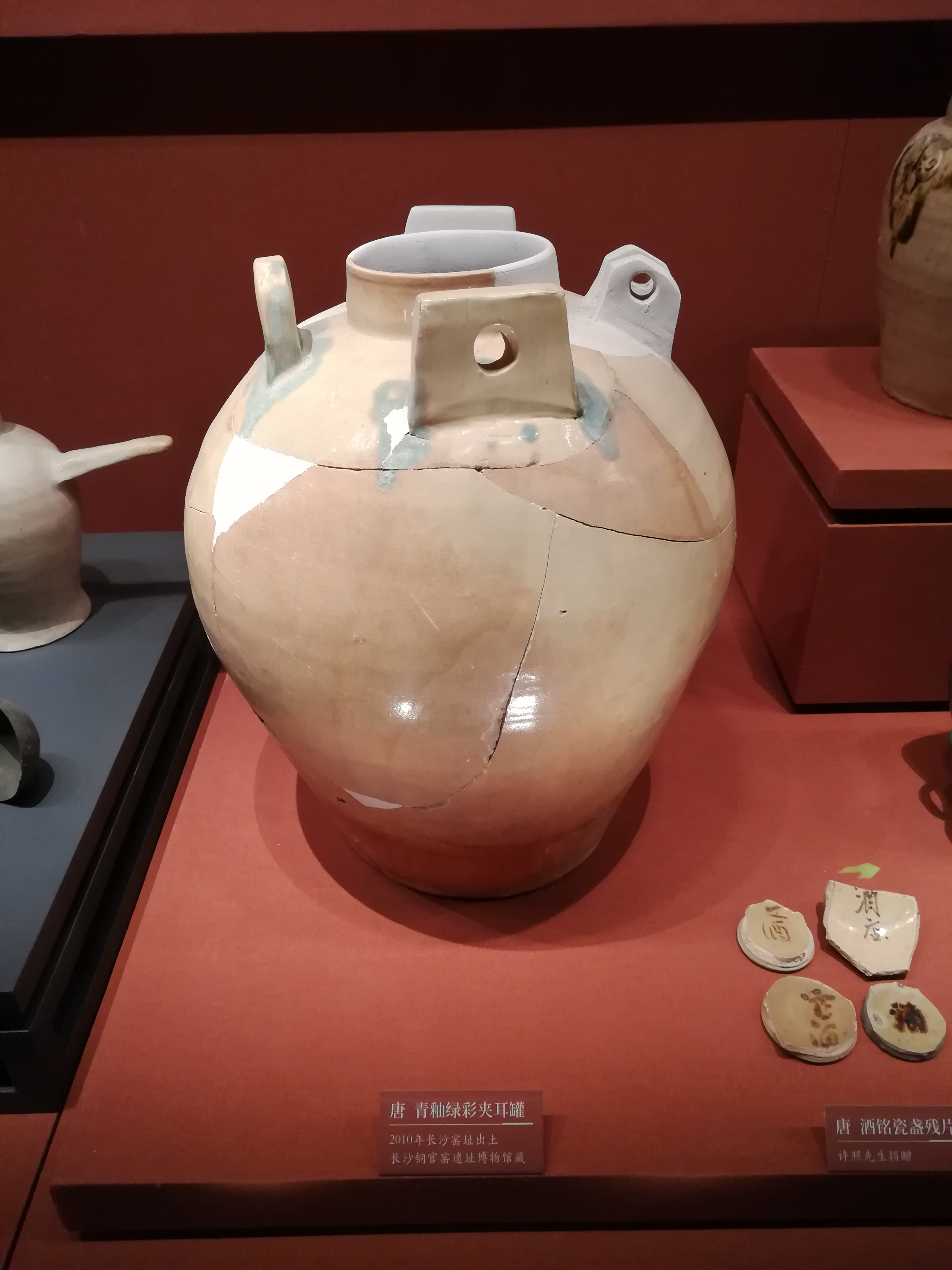
唐·青釉绿彩夹耳罐，铜官窑出土
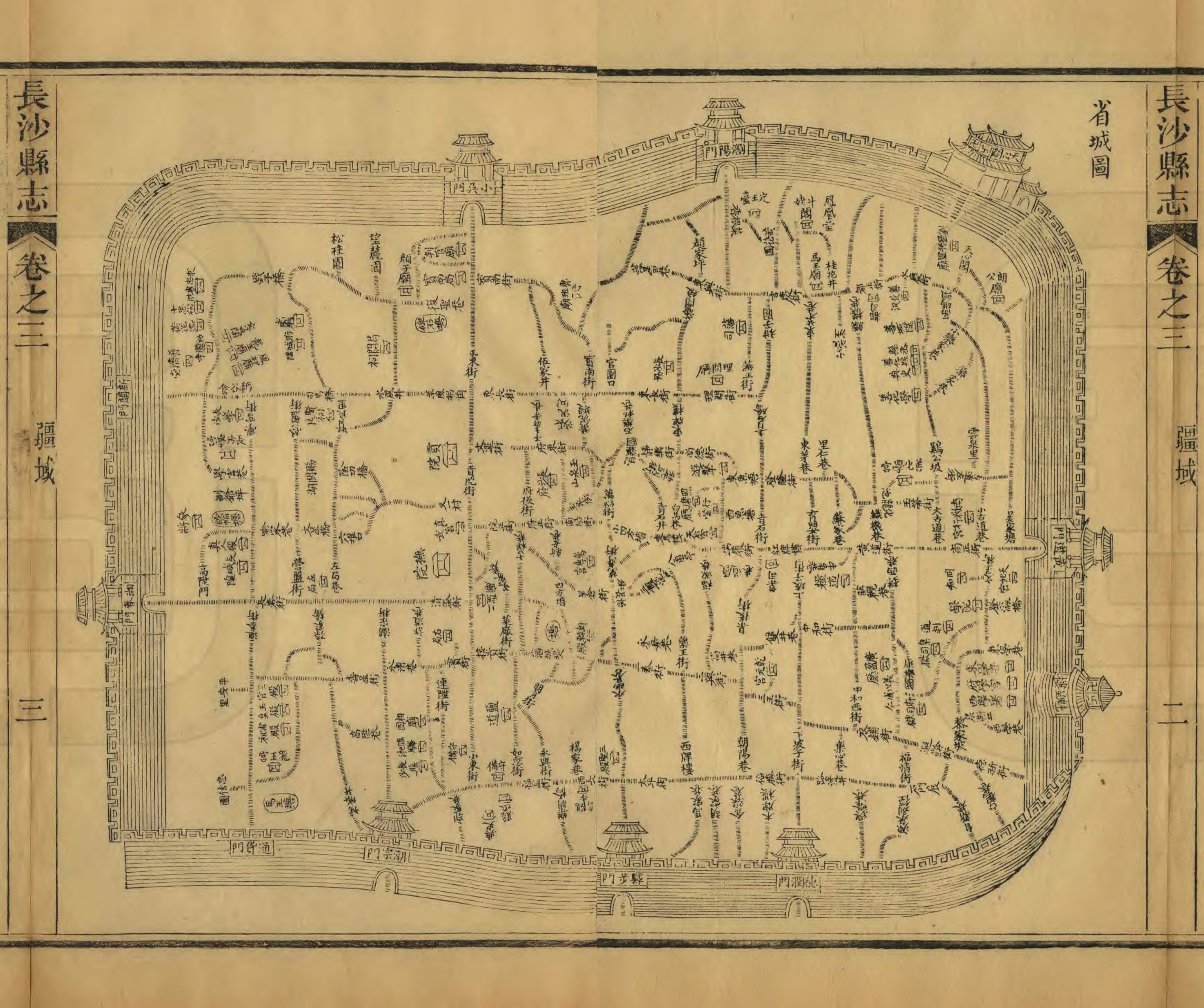
1871年的长沙城
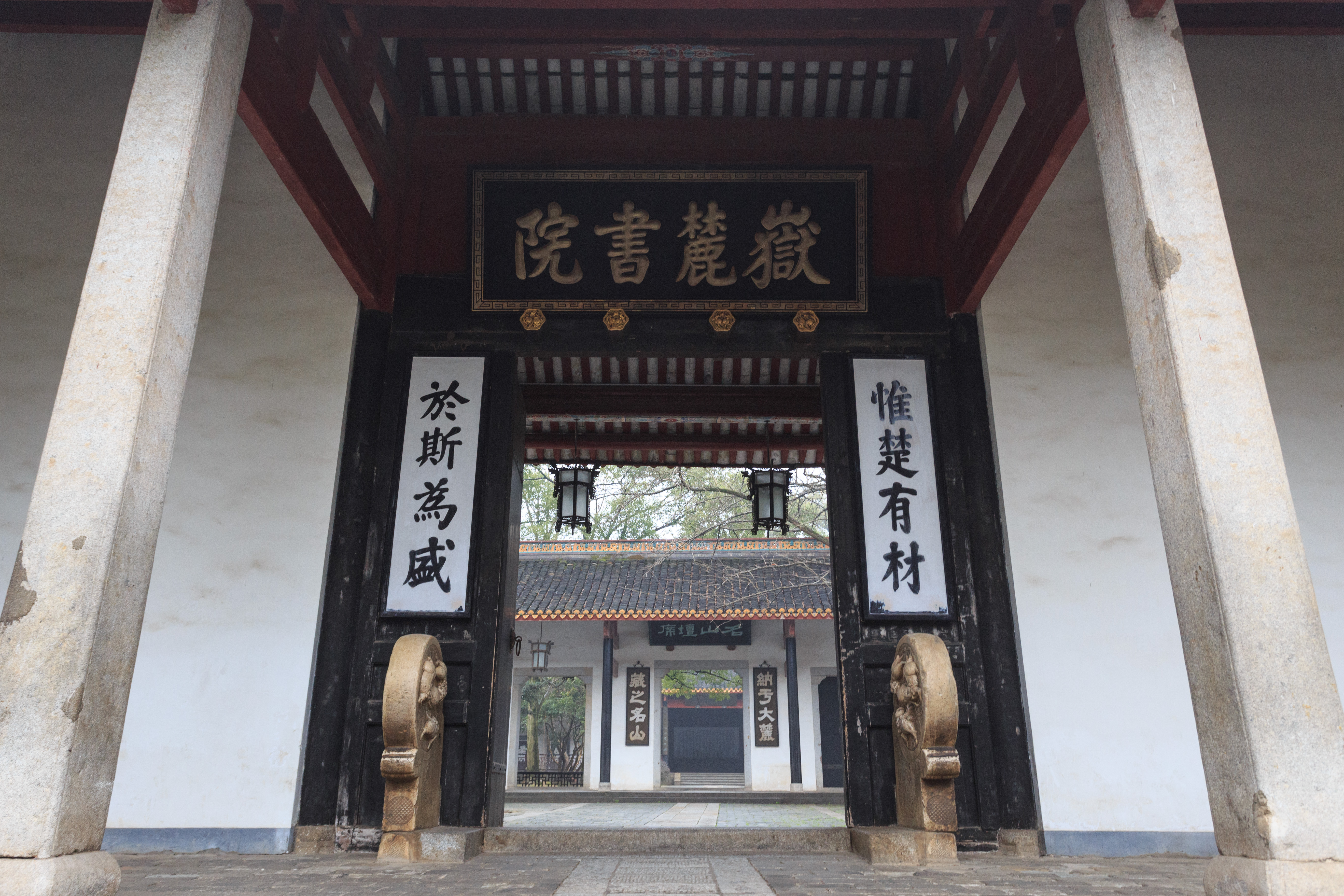
岳麓书院

### 晚清至中华民国

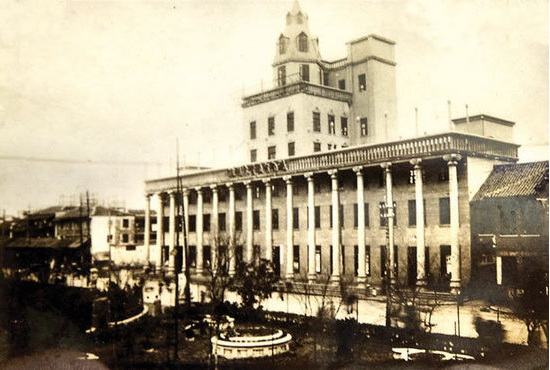
1930年代的湖南国货陈列馆

鸦片战争以来长沙逐步成为中国重要的维新和革命运动据点，涌现出了大批历史人物。
太平天国时期，曾国藩在此组建的湘军，在与晚清的各地农民起义军作战中迅速成长，使晚清一度出现了“中兴”的局面，有着“中兴将相十九湖湘”之名。1852年（咸丰二年）太平军领袖洪秀全、杨秀清、萧朝贵、石达开等率军攻打长沙未果，9月，西王萧朝贵战死于长沙，迫使太平军改为长驱北进。1854年（咸丰四年）初，太平军为巩固天京再次攻打长沙，仍以战败告终。
1897年（光绪二十三年）9月，维新派谭嗣同等人在时任湖南巡抚陈宝箴的支持下创办了新式学校时务学堂，以梁启超为中文总教习，为戊戌变法时期最早建立的新式学校之一。次年又发起南学会，出版《湘学报》和《湘报》。同时，一批由官绅创办的近代工矿企业如和丰火柴公司、湖南矿务局、宝善成制造公司纷纷建立。
1904年（光绪三十年）2月15日，黄兴、宋教仁、陈天华等人以“驱除鞑虏、复兴中华”为宗旨，在明德学堂秘密成立反清革命团体华兴会，旨在推翻清政府，建立民主共和国。次年7月30日与孙中山主导的兴中会联合成立了中国同盟会。
1904年同年，清政府根据《中日通商行船续约》第十款规定，开放长沙为通商口岸。开埠后的长沙商业更加繁荣，纺织、火柴、电气、冶金、机车、印染、面粉等近代工业开始发展，并且成为了中国八大手工业城市之一。然而新的生产方式和外国资本的进入加速了农民的破产，1910年（宣统二年）春，由于粮食歉收，米价飞涨，长沙爆发了轰动一时的抢米风潮，外国领事住宅、洋行、邮局、教堂、大清银行、海关等被悉数捣毁，事件最终被英、美、法、德各国联合清政府镇压，反映了清末社会矛盾之尖锐。
武昌起义后，1911年10月22日焦达峰、陈作新等率新军革命士兵和会党举义，占领长沙城，湖南军政府成立。1915年，曾就读于时务学堂的蔡锷发动了反对袁世凯复辟帝制，维护中华民国的护国运动。同年，毛泽东、蔡和森等中国共产党早期核心人物在长沙成立了新民学会。1920年，毛泽东、何叔衡等新民学会骨干成员在长沙秘密组建了长沙共产主义小组，为日后中国共产党成立奠定了基础。1927年5月21日，中国国民党何键所部第35军第33团团长许克祥在长沙发动兵变，袭击湖南省共产党党部、总工会、农民协会等共产党机关，捕杀共产党员和左倾人士100余人，宣布拥护蒋介石的南京国民政府，是为马日事变，象征着汪精卫武汉国民政府和蒋介石南京国民政府的公开合流。
中华民国大陸时期，湖南的省治、长沙府治与长沙县同治。1913年撤长沙府，1933年设长沙市，市县分治。辛亥革命后的长沙现代化继续发展，如1912年湖南都督府参议吴作霖筹建的裕湘纱厂即为湖南近代轻工业代表。1914年至1917年，长沙拆除城垣，仅留天心阁一段。1918年，粤汉铁路武昌-长沙段通车。1937年七七事变爆发，沿海地区人口被迫内迁，长沙人口暴增，成为淞沪会战、南京保卫战等会战的后方，迎来发展鼎盛期。1938年，为应对战争形式，国民政府采取焦土抗战政策，外加一系列偶然因素，引发了著名的文夕大火，长沙城大部分被烧毁殆尽。1939年9月到1944年8月间，国军更与日军在此展开了四次长沙会战，重创了长沙的民生与经济。
抗战结束不久，第二次国共内战爆发。1949年夏，解放军渡江逼近长沙。时任湖南省主席陈明仁与程潜宣布投降，长沙免于战火。

### 中华人民共和国

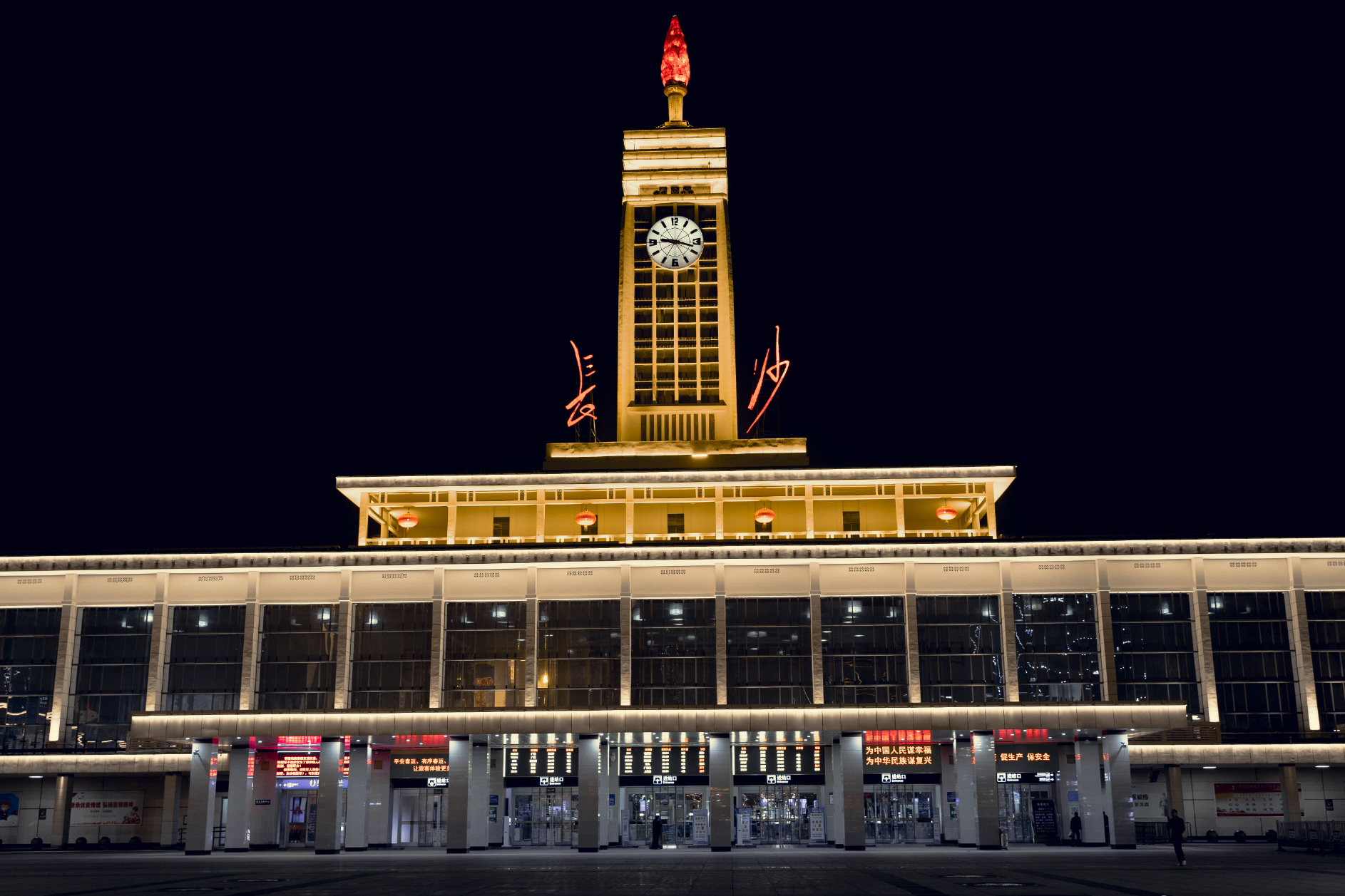
长沙站

1949年8月5日，长沙市人民政府成立，长沙辖8区82保1838甲，为湖南省省会。中华人民共和国建国后长沙开始重建与发展。长沙作为毛泽东早期求学和从事革命活动的城市，有着第一师范、橘子洲头、爱晚亭等历史地标，文化大革命时期被视为是革命圣地。1982年，国务院公布长沙为全国首批24个历史文化名城之一，长沙陆续重建了被战争毁坏的历史古迹，如1983年重建的天心阁，1986年修复的岳麓书院。
由于过去的战争破坏和薄弱的产业基础，长沙从1949年至改革开放前一度经济发展缓慢。产业上偏重农业，工业以轻工业为主且基础薄弱。改革开放初期的1980年代，长沙经济同沿海城市的差距进一步拉大。1992年1月18日，邓小平南巡途经湖南，在长沙接见湖南领导人时要求“改革开放的胆子要大一些，经济发展要快一点，总要力争几年上一个台阶”。1992年7月30日，依照国务院决定，长沙正式对外开放。1980年长沙制定了GDP到2000年翻两番的目标，于1994年提前超额完成。2000年代，长沙经济实现了10年间近5倍的高速增长。
2004年，国家首次提出“中部崛起”战略，将长沙所在的中部地区划入国家战略版图，改革开放以来“中部塌陷”的政策不平衡局面得到扭转。长沙是“一带一路”重要节点城市、长江经济带中心城市之一，高端装备制造、新一代信息技术等产业优势明显。随着长沙和邻近的株洲市、湘潭市一体化速度加快，长沙亦迎来了新的发展机遇，2007年年底，长沙、湘潭、株洲组成的长株潭城市群被国务院批准为“资源节约型和环境友好型社会”综合配套改革试验区，为中国中部城市群建设的先驱，被《南方周末》评价为“中国第一个自觉进行区域经济一体化实验的案例”。同年，长沙成立了大河西先导区，并于2015年4月改名湖南湘江新区，升格为中国中部首个国家级新区，成立以来GDP总量和增速均居全国新区前列。2017年5月，长沙临空经济示范区获批，是中国第7个国家级临空经济示范区。2020年8月，中国（湖南）自由贸易试验区长沙片区成立，旨在打造世界级先进制造业集群、中非经贸深度合作先行区和联通长江经济带和粤港澳大湾区的国际投资贸易走廊。
由于政府的不动产调控政策和人才新政，长沙的不动产价格在中国主要城市中保持了较低水平，长沙人口也于2010年代十年间迅速增加300万，增幅达到42.6%。

## 地理

### 地形
长沙坐标为东经111°53'－114°15'，北纬27°51'－28°41'，位于中国中部的长江以南地区，湖南省的东部偏北，地处洞庭湖平原的南端向湘中丘陵盆地过渡地带，南依株洲、湘潭，北邻岳阳、西接益阳、娄底，东临江西萍乡。东西长约230千米，南北宽约88千米。全市土地面积1.1819万平方千米。
长沙的北、西、南缘为山地，东南以丘陵为主，东北以岗地为主；山地、丘陵、岗地、平原大体各占四分之一。长沙东有连云山、大围山、九岭山等呈东北～西南走向作雁行状排列，海拔800米以上山峰有50多座，浏阳大围山七星岭海拔1607.9米，为辖区最高点；长沙西有海拔800米以上的山峰13座，乔口镇湛湖海拔23.5米，为辖区最低点，海拔相差1584.4米。
长江一级支流湘江为长沙最重要的河流，由南向北贯穿全境，境内长度约75公里，把城市分为河东和河西两大部分。海拔300.08米的岳麓山伫立于湘江西岸，长5千米的冲击沙洲橘子洲卧于江心，一起构成了长沙“山水洲城”的地貌特色。
地质上，花岗岩体广布，地质构造复杂，矿产资源丰富。最古老的地层形成于10亿年前。距今约1.4亿年，长沙地区开始由浅海上升成为陆地，形成长条形的山间盆地。新生代开始，整个长平盆地上升为陆地。距今约350万年前，地球上发生第三次冰期，浏阳保留冰川地貌遗迹。地貌方面，长沙地势起伏较大，地貌类型多样，地表水系发育。东北是幕阜～罗霄山系的北段，西北是雪峰山余脉的东缘，中部是长衡丘陵盆地向洞庭湖平原过渡地带。东北、西北两端山地环绕，地势相对高峻，中部递降趋于平缓，地势由南向北倾斜，形如一个U形漏斗。城内则为多级阶地组成的坡度较缓的平岗地带。

### 气候
长沙属亚热带季风气候区，四季分明，降水充沛。春秋短促，冬夏绵长。长沙距海远，又位于冲积盆地，边缘地势高峻，向北倾斜，冷空气可深入南下堆积，冬季比同纬度地区稍冷，而夏季比同纬度地区热，是江南“四大火炉”之一。
长沙年平均气温为17.7℃。1月最冷，平均5.2℃，极端最低气温-11.3℃（1972年2月9日马坡岭站），望城坡站1972年2月9日曾录得-12.0℃。7月最热，平均气温29.4℃。极端最高气温40.6℃（1953年8月13日马坡岭站、2003年8月2日望城坡站），马坡岭站2003年8月2日曾录得41.1℃，1951-2013年日最高温≥40℃天数7天。全年无霜期平均275天，积雪日为6天。
长沙东西山势高耸，雨量充沛，年平均降水量1451.4毫米，东部山区达1600-2200毫米，西部为1400-1600毫米，降水最多的6月平均为224.2毫米，降水最少的12月平均为49.7毫米；年平均雨日151天。长沙降雨不均匀，3～5月平均降雨日数有49.4天，约占全年总降雨日数的35％。夏季旱涝无定。秋冬降水明显减少。日照充足，日照时数达1541.9小时，作物生长期长。冬春多偏北风，夏季多偏南风，全年保持着温和湿润的气候特点，因此长沙的冬季并不萧索，常绿的阔叶树，如香樟、女贞等仍然葱笼滴翠。但考慮到長沙的緯度(北緯28度)，長沙的冬天是非常冷的。
| 1981–2010年间长沙市望城坡气象观测站（WMO ID：57687）的气象数据 | 1981–2010年间长沙市望城坡气象观测站（WMO ID：57687）的气象数据 | 1981–2010年间长沙市望城坡气象观测站（WMO ID：57687）的气象数据 | 1981–2010年间长沙市望城坡气象观测站（WMO ID：57687）的气象数据 | 1981–2010年间长沙市望城坡气象观测站（WMO ID：57687）的气象数据 | 1981–2010年间长沙市望城坡气象观测站（WMO ID：57687）的气象数据 | 1981–2010年间长沙市望城坡气象观测站（WMO ID：57687）的气象数据 | 1981–2010年间长沙市望城坡气象观测站（WMO ID：57687）的气象数据 | 1981–2010年间长沙市望城坡气象观测站（WMO ID：57687）的气象数据 | 1981–2010年间长沙市望城坡气象观测站（WMO ID：57687）的气象数据 | 1981–2010年间长沙市望城坡气象观测站（WMO ID：57687）的气象数据 | 1981–2010年间长沙市望城坡气象观测站（WMO ID：57687）的气象数据 | 1981–2010年间长沙市望城坡气象观测站（WMO ID：57687）的气象数据 | 1981–2010年间长沙市望城坡气象观测站（WMO ID：57687）的气象数据 |
| 月份                                                           | 1月                                                            | 2月                                                            | 3月                                                            | 4月                                                            | 5月                                                            | 6月                                                            | 7月                                                            | 8月                                                            | 9月                                                            | 10月                                                           | 11月                                                           | 12月                                                           | 全年                                                           |
| -------------------------------------------------------------- | -------------------------------------------------------------- | -------------------------------------------------------------- | -------------------------------------------------------------- | -------------------------------------------------------------- | -------------------------------------------------------------- | -------------------------------------------------------------- | -------------------------------------------------------------- | -------------------------------------------------------------- | -------------------------------------------------------------- | -------------------------------------------------------------- | -------------------------------------------------------------- | -------------------------------------------------------------- | -------------------------------------------------------------- |
| 历史最高温 °C（°F）                                            | 26.9 (80.4)                                                    | 30.6 (87.1)                                                    | 32.8 (91.0)                                                    | 36.1 (97.0)                                                    | 36.3 (97.3)                                                    | 38.2 (100.8)                                                   | 39.7 (103.5)                                                   | 40.6 (105.1)                                                   | 38.2 (100.8)                                                   | 38.5 (101.3)                                                   | 33.1 (91.6)                                                    | 24.9 (76.8)                                                    | 40.6 (105.1)                                                   |
| 平均高温 °C（°F）                                              | 8.3 (46.9)                                                     | 10.8 (51.4)                                                    | 15.1 (59.2)                                                    | 21.8 (71.2)                                                    | 26.8 (80.2)                                                    | 29.9 (85.8)                                                    | 33.5 (92.3)                                                    | 32.7 (90.9)                                                    | 28.3 (82.9)                                                    | 23.0 (73.4)                                                    | 17.4 (63.3)                                                    | 11.5 (52.7)                                                    | 21.6 (70.9)                                                    |
| 日均气温 °C（°F）                                              | 4.9 (40.8)                                                     | 7.2 (45.0)                                                     | 11.2 (52.2)                                                    | 17.4 (63.3)                                                    | 22.4 (72.3)                                                    | 25.8 (78.4)                                                    | 29.2 (84.6)                                                    | 28.3 (82.9)                                                    | 23.9 (75.0)                                                    | 18.4 (65.1)                                                    | 12.8 (55.0)                                                    | 7.3 (45.1)                                                     | 17.4 (63.3)                                                    |
| 平均低温 °C（°F）                                              | 2.5 (36.5)                                                     | 4.7 (40.5)                                                     | 8.3 (46.9)                                                     | 14.2 (57.6)                                                    | 19.1 (66.4)                                                    | 22.7 (72.9)                                                    | 25.9 (78.6)                                                    | 25.1 (77.2)                                                    | 20.7 (69.3)                                                    | 15.2 (59.4)                                                    | 9.6 (49.3)                                                     | 4.2 (39.6)                                                     | 14.3 (57.9)                                                    |
| 历史最低温 °C（°F）                                            | −9.5 (14.9)                                                    | −12.0 (10.4)                                                   | −2.3 (27.9)                                                    | 1.9 (35.4)                                                     | 8.9 (48.0)                                                     | 13.1 (55.6)                                                    | 19.7 (67.5)                                                    | 16.7 (62.1)                                                    | 11.8 (53.2)                                                    | 2.4 (36.3)                                                     | −2.8 (27.0)                                                    | −10.3 (13.5)                                                   | −12.0 (10.4)                                                   |
| 平均降水量 mm（）                                              | 73.7 (2.90)                                                    | 94.6 (3.72)                                                    | 139.6 (5.50)                                                   | 187.9 (7.40)                                                   | 181.1 (7.13)                                                   | 223.6 (8.80)                                                   | 142.6 (5.61)                                                   | 107.1 (4.22)                                                   | 76.5 (3.01)                                                    | 72.6 (2.86)                                                    | 81.4 (3.20)                                                    | 47.4 (1.87)                                                    | 1,428.1 (56.22)                                                |
| 平均降水天数（≥ 0.1 mm）                                       | 13.6                                                           | 14.0                                                           | 17.8                                                           | 18.8                                                           | 16.3                                                           | 13.3                                                           | 9.7                                                            | 9.9                                                            | 9.8                                                            | 11.1                                                           | 10.2                                                           | 9.4                                                            | 153.9                                                          |
| 平均相對濕度（％）                                             | 81                                                             | 81                                                             | 81                                                             | 80                                                             | 79                                                             | 81                                                             | 75                                                             | 78                                                             | 80                                                             | 79                                                             | 78                                                             | 77                                                             | 79                                                             |
| 月均日照時數                                                   | 76.2                                                           | 63.0                                                           | 69.4                                                           | 88.3                                                           | 122.8                                                          | 144.8                                                          | 238.3                                                          | 229.6                                                          | 160.0                                                          | 133.4                                                          | 115.7                                                          | 103.2                                                          | 1,544.7                                                        |
| 可照百分比                                                     | 24                                                             | 20                                                             | 19                                                             | 23                                                             | 29                                                             | 35                                                             | 56                                                             | 57                                                             | 43                                                             | 38                                                             | 36                                                             | 32                                                             | 35                                                             |
| 来源：中国气象局（1971–2000年间的降水天数和日照数据）          |                                                                |                                                                |                                                                |                                                                |                                                                |                                                                |                                                                |                                                                |                                                                |                                                                |                                                                |                                                                |                                                                |

### 自然资源
土地

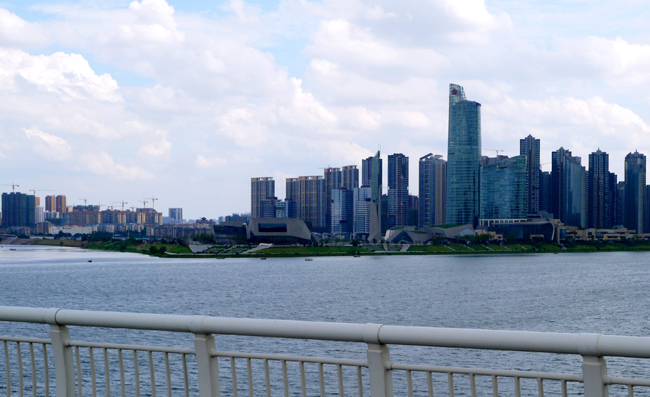
浏阳河与湘江交汇处的新河三角洲

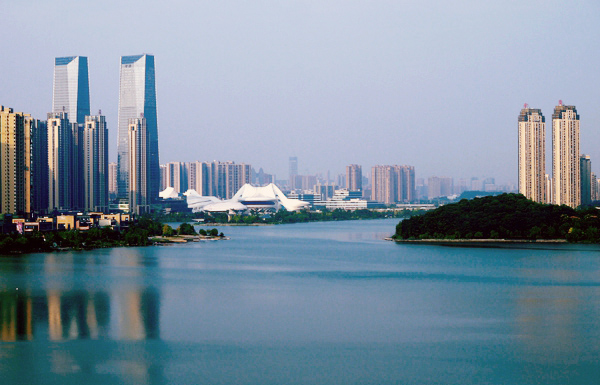
位于岳麓区的梅溪湖

长沙土壤种类多样，可划分9个土类、21个亚类、85个土属、221个土种，总面积1366.2万亩，其中，以红壤、水稻土为主，分别占土壤总面积的70%与25%。其余还有菜园土、潮土、山地黄壤、黄棕壤、山地草甸土、石灰土、紫色土等，适宜多种农作物生长。
矿产
长沙矿产种类繁多，尢以非金属矿独具特色。已查明的有铁、锰、钒、铜、铅、锌、硫、磷、海泡石、重晶石、菊花石、煤等50余种，有全国独一无二的菊花石，储量居全国首位的海泡石，生产规模居全省第一的永和磷矿，等等。其中大型矿床10处，小型矿床16处，矿点300多处。
水文
长沙水系完整，河网密布；水量较多，水能资源丰富；冬不结冰，含沙量少。水资源以地表水为主，水源充足，年均地表径流量达808亿立方米。最大的水库为宁乡市境内的黄材水库和浏阳市境内的株树桥水库。河流大都属湘江水系，主要有浏阳河、捞刀河、靳江和沩水河。支流河长5公里以上的有302条，其中湘江流域289条。按支流分级：一级支流24条，二级支流128条，三级支流118条，四级支流32条；另有13条属资江水系；形成相当完整的水系，河网密布全市。年平均地表径流量82.65亿立方米，径流深550～850毫米。湘江流经长沙市的常年径流量年均692.50亿立方米，全年可通航。全市水能蕴藏量24.53万千瓦，地下水总储量9.35亿立方米/年。
林木
长沙植被以亚热带常绿阔叶林为主，有自然生长和引进栽培树102科、977种，其中常绿树462种，落叶树515种，乔木457种，灌木414种，竹藤类106种。主要林木有松、杉、栎、樟、楠、椿、茶、油茶、柑橘、毛竹等。全市土地总面积1774.2万亩，其中林地930.94万亩，占土地总面积的52.47%，森林覆盖率49.98%，林木绿化率53.6%。全市活立木总蓄积量21008939立方米，其中乔木林蓄积19902702立方米，占活立木总蓄积的94.73%；疏林蓄积9657立方米,占活立木总蓄积的0.05%；四旁树蓄积629976立方米，占活立木总蓄积的3.00%；散生木蓄积450762立方米，占活立木总蓄积的2.22%。

## 政治

### 现任领导
| 机构     | · 中国共产党 · 长沙市委员会 | 长沙市人民代表大会 常务委员会 | 长沙市人民政府 | · 中国人民政治协商会议 · 长沙市委员会 |
| 职务     | 书记                        | 主任                          | 市长           | 主席                                  |
| -------- | --------------------------- | ----------------------------- | -------------- | ------------------------------------- |
| 姓名     | 吴桂英                      | 罗缵吉                        |                | 陈刚                                  |
| 民族     | 汉族                        | 汉族                          |                | 汉族                                  |
| 籍贯     | 河北省唐山市                | 湖南省湘乡市                  |                | 重庆市荣昌区                          |
| 出生日期 | 1966年2月（59歲）           | 1967年8月（57—58歲）          |                | 1966年1月（59歲）                     |
| 就任日期 | 2021年2月                   | 2025年1月                     |                | 2022年1月                             |

### 行政区划
长沙市现辖6个市辖区、1个县，代管2个县级市。
- 市辖区：芙蓉区、天心区、岳麓区、开福区、雨花区、望城区
- 县级市：浏阳市、宁乡市
- 县：长沙县

## 经济

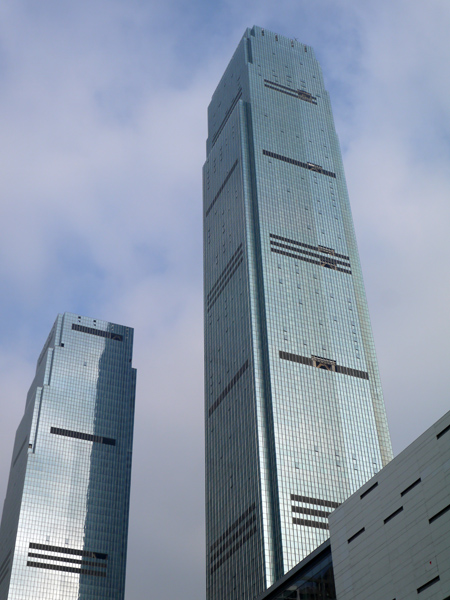
长沙国际金融中心，建成时为中国中西部第一、中国第十高楼

历史上的长沙是中国南方重要的工商业城市和四大茶市和四大米市之一。唐朝、五代十国和南北宋时期，长沙的经济贸易迎来一个长时间的繁荣。长沙窑出产的陶瓷器畅销国内，并大量外销朝鲜半岛、日本、东南亚和中东等地。农业、茶叶、纺织业等也十分发达。明朝末年、清朝和民国时期为长沙另一个重要的经济繁荣期。长沙于明末时成为中国四大茶市之一，清代时又成为中国四大米市之一，同时也是桐油、湘绣等商品的重要销售地。近代的繁荣一直维持到1938年文夕大火前。大火以后长沙被基本烧毁，又因长沙会战，和三年第二次国共内战，经济严重倒退。
改革开放初，长沙经济同沿海城市一度差距拉大，90年代方才开始加速发展。1992年1月18日，邓小平“南巡”途中经过湖南长沙，和时任地方领导人提出“改革开放的胆子要大一些，经济发展要快一点，总要力争几年上一个台阶”的要求。2004年，国家提出“中部崛起”战略，长沙和邻近的株洲市、湘潭市的一体化也步入了快车道，2007年，长株潭城市群被国务院批准为“资源节约型和环境友好型社会”综合配套改革试验区，同年长沙成立了大河西先导区。2015年成立的湘江新区为中国中部第一个国家级新区。
长沙传统上以工程机械制造业为支柱产业，随着经济转型，2015年，新材料产业产值达到2621亿元，取代工程机械成为了长沙第一大产业。1978年长沙市GDP总量为16.85亿元，到2017年达到10,535.51亿元。曾经基础薄弱的长沙通过推动自主创新驱动加速工业化，和着力做强县域经济，在2005年至2015年十年间，GDP增幅达到460%，在33个主要城市中位居第一。2016年，长沙提出了建设“三个中心”即国家智能制造中心、国家创新创意中心、国家交通物流中心的目标。

### 第一产业
位于洞庭湖平原南部的长沙历史上位列中国“四大米市”之首，粮食作物以水稻为主，一年两熟，占总种植面积80%左右，农户家庭经营占大多数。其他则为经济作物。长沙农业形成了优质稻米、甜糯玉米、茶叶、时鲜瓜果、商品蔬菜、花卉苗木、烤烟、中药材八大主导产品。油料作物以山茶和油菜为主，主要经济作物有烟草、花卉，主要水果品种有柑桔、葡萄、桃李，浏阳为长沙主要的蔬菜生产基地。大型牲畜以生猪、黄牛和山羊为主，生猪饲养慢慢转入小型规模化经营，农户家庭饲养和小型规模化养殖大致对半；黄牛和山羊以农户散养或小型规模饲养为主；本地家禽蛋类经营以农户散养和规模经营大致对半；奶类以牛奶为主，生产以小型规模经营为主。长沙水产以专业养殖为主，水产品为淡水鱼类，鱼类品种以草鱼、鳙鱼（雄鱼）、鲫鱼、鲤鱼和鲢鱼为主（包括鳝鱼、泥鳅、虾），甲壳类（龟和鳖）。长沙现为中国国重要的商品粮生产和农业科研基地。

### 第二产业
长沙的第二产业，近代至改革开放初一直以轻工业为主，改革开放初，长沙的经济与其他中西部城市一起跌入低谷，工业发展缓慢。从1990年代开始长沙开始了工业的快速发展期，初步形成了以工程机械产业为龙头的格局。21世纪以来产业链逐步完善，已形成新材料、工程机械、食品、电子信息、家用电器、文化创意、中成药及生物医药等产业集群，培育了三一集团、中联重科、山河智能等知名本土跨国企业。2017年，长沙获批全国第7个临空经济示范区——长沙临空经济示范区，并形成了“五区九园”即5个国家级园区，9个省级园区的工业园区格局：
- 长沙国家高新技术产业开发区（长沙高新区）创建于1988年10月，为首批国家级高新区、国家创新型科技园区试点开发区、科技与金融结合试点高新区之一，其中岳麓山高科技园（又称“麓谷”）坐落于此。园区以智能装备制造、互联网为主导产业，以新能源为特色产业，已有甲骨文、微软、谷歌、腾讯、中兴等互联网企业落子，是湘江新区的核心园区[76]。

- 长沙经济技术开发区（长沙经开区）创建于1992年8月，下辖星沙、榔梨、黄花三个工业园。园区坐落着三一集团、中联起重机、山河智能、恒天九五、远大集团、上海大众、广汽菲亚特、广汽三菱、北汽福田、众泰汽车、德国博世、日本住友、蓝思科技等项目。形成了以工程机械、汽车及零部件、电子信息为主导，新材料、食品饮料、轻印包装等为补充的产业发展格局。

- 宁乡经济技术开发区（宁乡经开区）成立于1998年，2010年11月升格为国家级经济技术开发区，被国家发改委和财政部确定为国家循环化改造示范试点单位。园区以智能家电制造、食品饮料为主导产业，代表企业有格力电器、海信电器、加加食品、青岛啤酒等；并拥有中国建筑、松井新材料、远大住工等新材料产业。

- 浏阳经济技术开发区（浏阳经开区）创立于1997年，2006年成为中国中西部地区第一个国家级生物产业基地，2010年成为中国中西部地区唯一的国家创新药物孵化基地，2012年3月升格为国家级经济技术开发区，培育了永清环保、尔康制药、蓝思科技三家上市企业。
- 望城经济技术开发区（望城经开区）成立于2000年，2014年升级为国家级经济技术开发区，以有色金属加工、食品为传统产业，新着重打造云计算、物联网、大数据、智能化引领的电子信息产业集聚区。

另有9大省级工业园区，即：隆平高科技园、雨花经开区、天心经开区、金霞经开区、暮云经开区、浏阳高新区、宁乡高新区、金洲新区、岳麓工业区。

### 第三产业

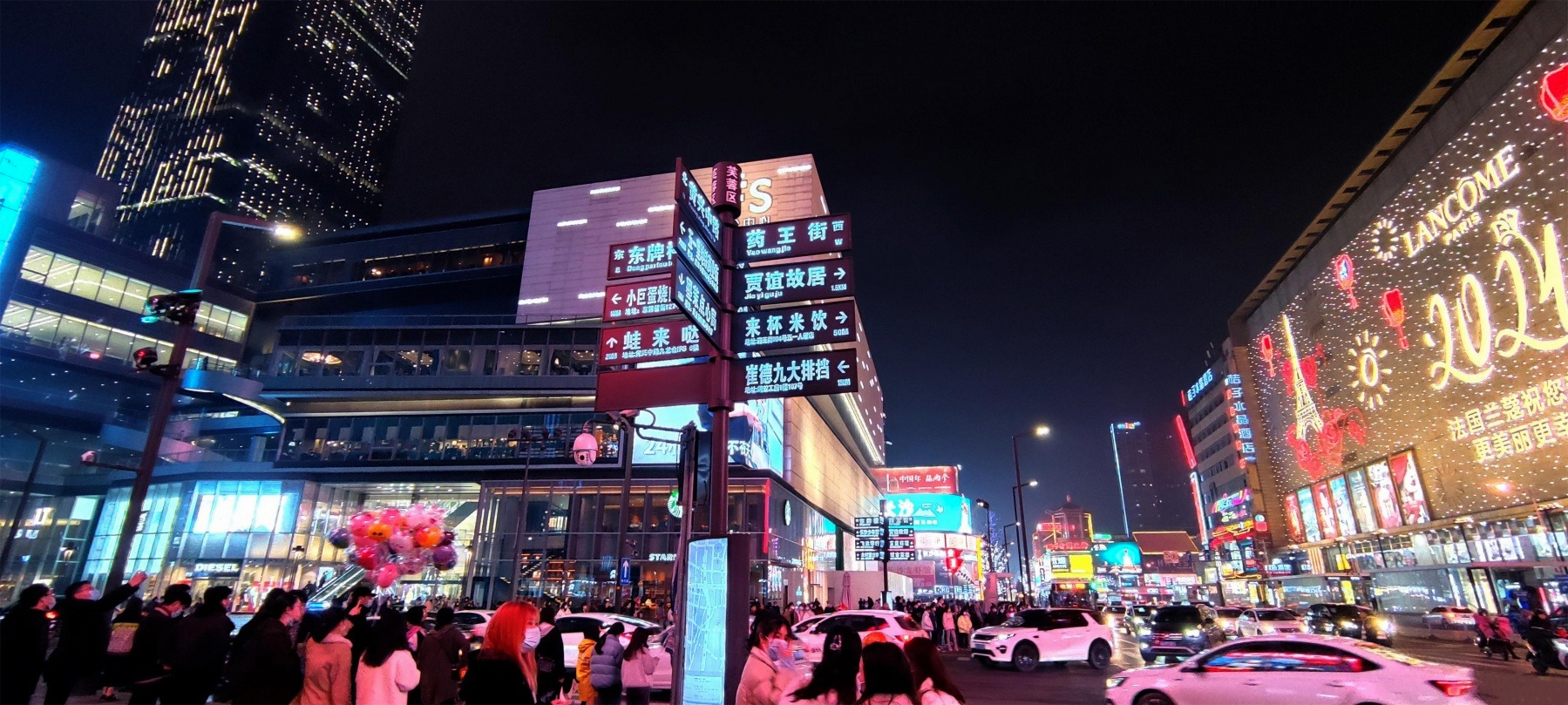
东牌楼夜景

长沙的服务业中，以批发零售、餐饮住宿、交通运输等劳动密集型产业为代表的传统服务业仍占重要地位。以信息网络、人工智能、现代物流等技术密集型产业为代表的生产性服务业在近年取得长足发展。2017年，长沙三大产业比重首次实现了向“三二一”结构的转变，以服务业为主体的现代产业结构初步形成。
2020年，长沙A股上市企业达到69家，为中部第一，包括胡润世界500强企业爱尔眼科在内，长沙以3家千亿市值企业的数量领先中国中西部城市。同年，长沙已有华菱钢铁、湖南建工、三一集团、中联重科等8家中国500强企业，并布局有173家世界500强。金融业起步晚但发展迅速，全市共有各类金融机构84家，东亚银行、渣打银行、花旗银行、新韩银行、汇丰银行等外资银行在长设有分行、本土银行方面，有上市银行长沙银行、湖南银行等。
长沙自古商业繁荣，以近代长沙城城郭为范围的“三湘第一商圈”长沙五一商圈，自三国时代以来就是长沙以及湖南的商业中心，此处汇集了九龙仓长沙国际金融中心、长沙世茂广场、海信广场、日本平和堂百货、香港新世界百货等各类商业业态，黄兴南路步行商业街、坡子街民俗商业街等百年商业名街皆位于此。被称为“解放西”的解放西路酒吧林立，太平街、化龙池、都正街等百年历史街区也日日游人如织。长沙另以伍家岭、东塘、长沙站、溁湾镇等地为传统商圈，此外，芙蓉北路CBD、洋湖新城、滨江新城、红星、梅溪湖国际新城、星沙、高铁新城等也正成为近年重要的商圈和商务区。
文化产业是长沙突出的品牌产业，先后打造了“电视湘军”、“出版湘军”、“动漫湘军”等文化名片。湖南卫视、中国金鹰电视艺术节，以及旗下拥有芒果影视、芒果TV、天娱传媒等资产的芒果超媒皆为代表性传媒品牌。长沙占有国家广电总局首批批准建立的九家动画产业基地中的两家。长沙也拥有国家科技部批准的四个国家数字媒体技术产业化基地之一（另三地为北京、上海和成都），是唯一以卡通动画为特色的国家基地。2017年，长沙与日本京都、韩国大邱共同当选“东亚文化之都”。

### 经济合作
在湖南省内，长沙主城区与株洲市、湘潭市相距均不足40公里，是湖南省“一点一线”地区暨环长株潭城市群的中心城市。在全国，长沙是“中部崛起”战略指出的中国中部经济区六大中心城市之一，同时还加入了长江中游城市群、广东为龙头的泛珠三角区域合作，加强与邻省的经济往来和相互辐射。2017年以来积极响应“一带一路”打造内陆开放型经济高地的倡议，正加速推进和亚非欧国家的经济协作。

## 交通
长沙是中国全国性综合交通枢纽，中国南方重要的高铁和航空枢纽，陆、水、空交通较为发达。

### 公路
长沙城区主干道有五一大道、岳麓大道、三一大道、芙蓉路、韶山路、湘江路、潇湘路等，以及人民快速路、万家丽路高架、红旗路高架、湘府路高架等高架路和快速路，还有二环线、三环线两条环线。
长沙是一座跨湘江的城市，有多条过江通道，包括10座过江大桥，即橘子洲大桥（一桥）、银盆岭大桥（二桥）、猴子石大桥（三桥）、（以下自北向南）长湘高速湘江特大桥、长沙综合枢纽大桥、月亮岛大桥、三汊矶大桥、福元路大桥、湘府路大桥、黑石铺大桥；2条过江隧道即营盘路湘江隧道和南湖路湘江隧道。
经过长沙境内的国家高速公路有 京港澳高速、 长沙绕城高速、 许广高速、 武深高速、 长张高速、 沪昆高速、 杭长高速，省级高速公路有 机场高速、 长芷高速（含原长韶娄高速）、 宁韶高速（含原韶山高速）、 浏洪高速、 长株高速、 长潭西线高速、 华常高速（含原益娄衡公路）。其中， 杭长高速的一段长永高速是湖南省的第一条高速公路。连接长沙的国道有 106国道、 107国道、 319国道和 354国道。
截止2010年底，长沙公路通车里程达到15306.54千米，公路密度达到129.51千米/百平方千米，其中高速公路总里程286.94千米。另有4条国道、14条省道和106条县道密集分布，等级公路总里程为12346.90千米。

### 铁路

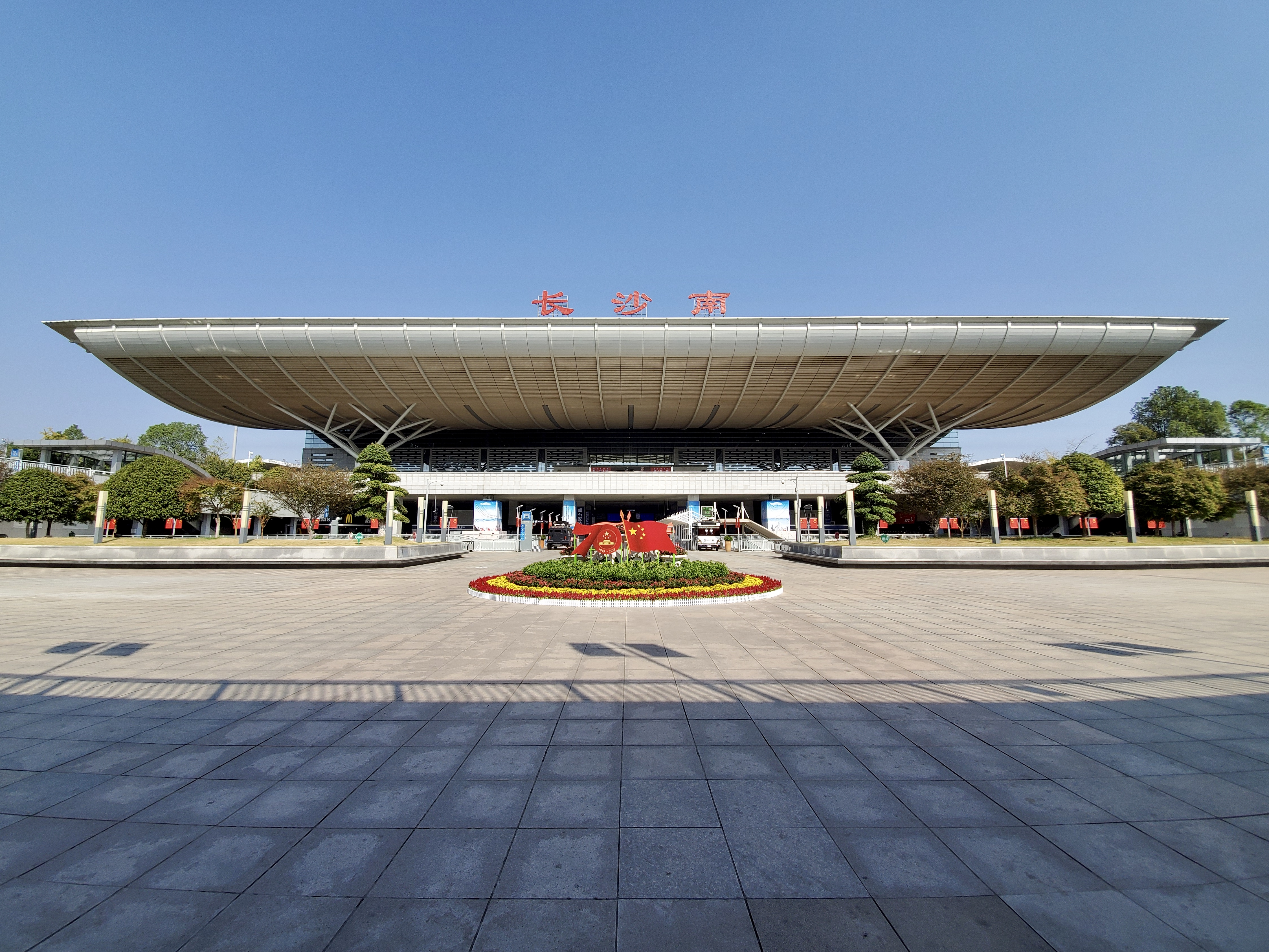
长沙南站

长沙是中南地区高铁枢纽之一，同时与株洲、湘潭共同形成普铁枢纽。“八纵八横”高速铁路主通道中的京广高速铁路、沪昆高速铁路、渝长厦高速铁路、长益常高速铁路和长株潭城际铁路等线路在此交汇，另有京广铁路、石长铁路等普铁干线。目前呼南高速铁路已纳入规划。长沙的主要客运站有：
- 长沙南站：位于雨花区黎托街道，特等站，京广高速铁路和沪昆高速铁路在本站交汇，共有13站台、28线。

- 长沙站：位于芙蓉区五里牌街道，特等站，经过铁路有京广铁路客车外绕线、长株潭城际铁路以及石长铁路，共有4站台、8线。

- 长沙西站：位于望城区黄金园街道与金山桥街道交界处，是长株潭城际铁路的终点站。目前该站规划为集高铁、城铁、地铁、有轨电车、磁悬浮、城市公交六位一体的国家级综合交通枢纽[88]。该站渝长厦站场与城际铁路场采用分场建设方案，并预留了长岳城际铁路、长西高铁等后续线路的引入条件[89]。

### 地铁
长沙的第一条地铁线路——长沙地铁2号线，开通于2014年4月29日，使长沙成为中国大陆第18个开通地铁的城市。目前，长沙已运营的地铁线路有 
 1号线、 
 2号线、 
 3号线、 
 4号线、 
 5号线和 
 6号线。正在建设中的线路有 
 7号线。长沙地铁可以与长沙磁浮快线、长株潭城际铁路、京广客运专线、沪昆客运专线、京广铁路、石长铁路等线路换乘。

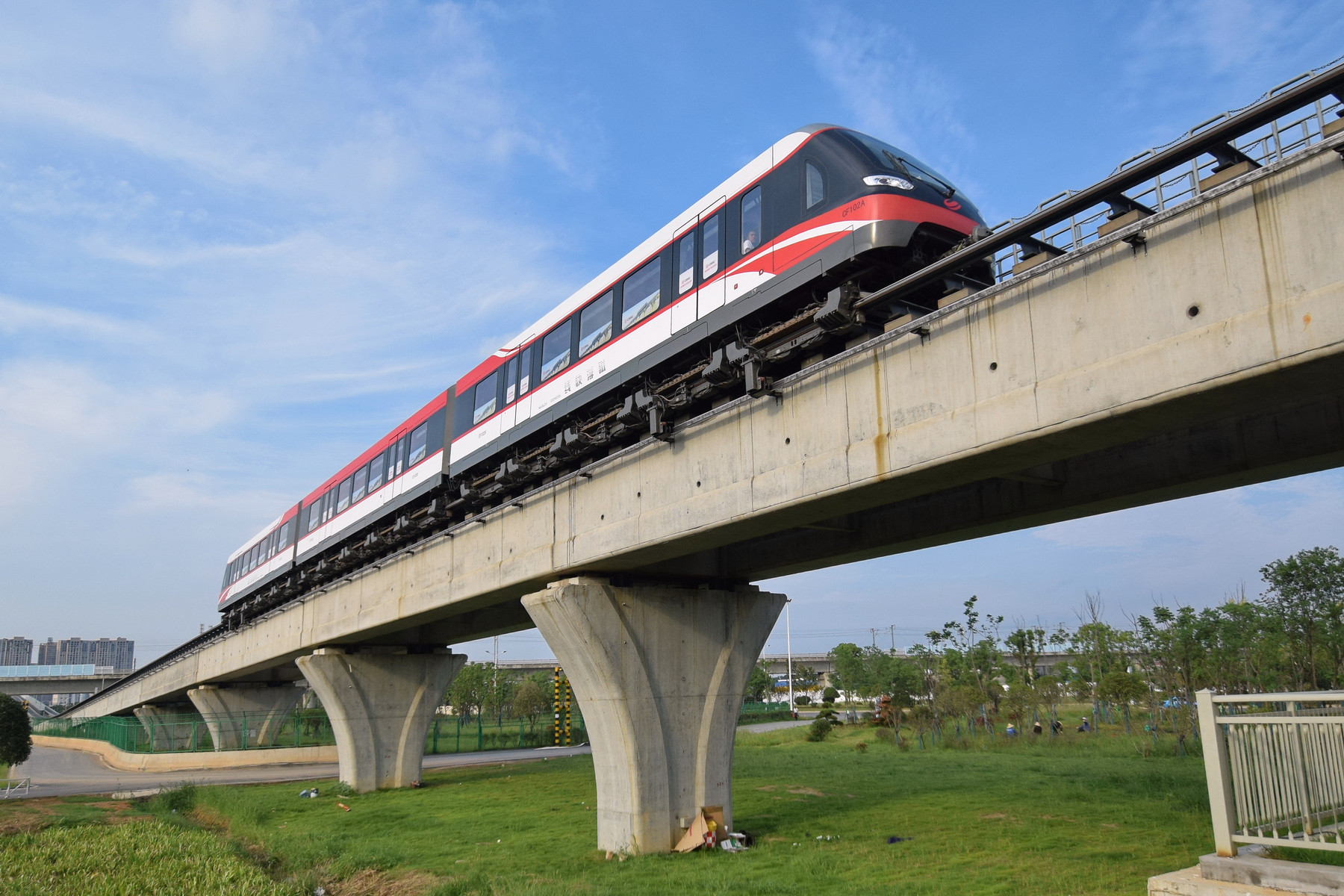
长沙磁浮快线

### 磁浮
长沙磁浮快线，又称长沙中低速磁浮线，是湖南省长沙市的一条磁悬浮列车线路，属于长沙轨道交通的一部分，也是中国第一条具有自主知识产权的中低速磁浮交通线路。该工程线路西起长沙南站，东至长沙黄花国际机场，初期建设磁浮高铁站、磁浮㮾梨站和磁浮机场站3座车站，并预留会展中心站和汽车城站2座车站，其中磁浮高铁站可与长沙地铁2号线和4号线進行换乘。正线全长约18.7公里，全部采用高架铺设，并设车辆段和综合基地1处。长沙磁浮快线的线路识别颜色采用“长沙轨道交通补充线1”的颜色（Pantone 708C，#F891A5），为粉色。

### 小运量有轨公共交通
长沙湘江新区内于2019年正式动工修建了大王山云巴项目。2022年7月，大王山云巴开始试运营。

### 城际铁路

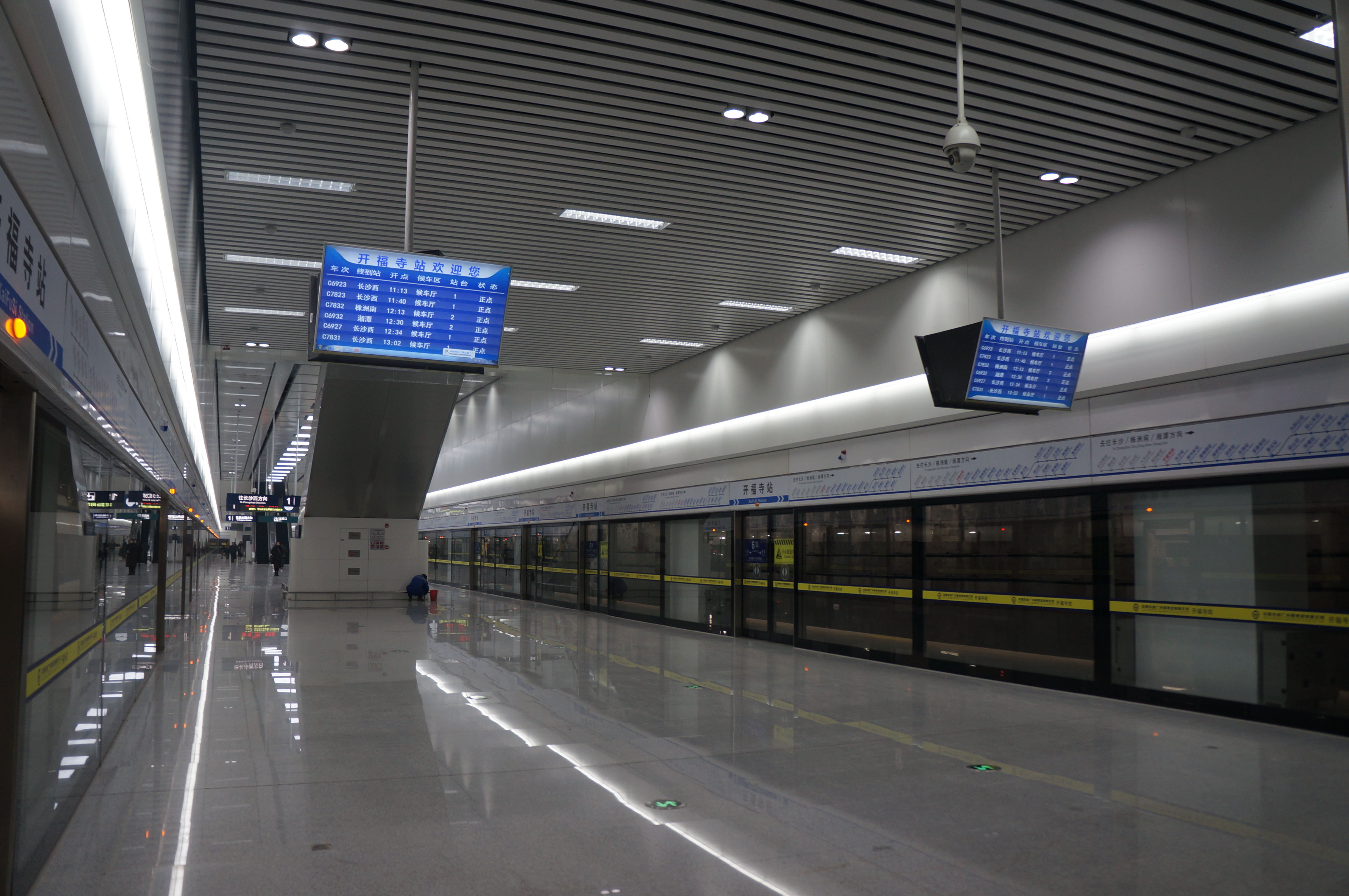
城铁开福寺站站台

长株潭城际铁路（或“长株潭城际线”、“长株潭城际轨道”，客运运价里程表分称长株城际线、湘潭城际线），包括长沙至株洲（湘潭）线和西环线等线，国家发改委批复长度为760公里,主线全长104.36公里，跨长沙、株洲、湘潭三市境内，呈“人”字形线路形态。全线共设车站24座，其中在长沙境内15座，株洲境内5座，湘潭境内4座。兼具跨市客运、市内通勤功能，且在长沙市境内将与长沙地铁线网交汇换乘。长沙站以南的17个车站于2016年12月26日开通，西延线于2017年12月26日开通运营。
2019年9月，长株潭城际西环线开工建设。长株潭城际西环线初期将与长沙地铁3号线贯通运营，远期终点为长沙西站，其制式与现有长株潭城际铁路不同，在规划图中被称为“S3线”、“河西快线”、“长潭快线”等，属于市域快线，其相关信息详见长沙地铁3号线条目。

### 出租车
长沙主要出租车公司有长沙蓝灯的士、鸿基等，车辆多采用天蓝色-银白色拼接涂装。价格上，起步价为：白天起步2公里内8元，夜间(22：00一次日5：30)2公里内10元；车公里价：白天2公里以上续程单价每公里为2.0元，夜间(22：00一次日5：30)2公里以上续程单价每公里为2.40元。长沙天然计程车有限公司的出租车接受现金支付、微信、支付宝支付。

### 公共交通
长沙公共汽车出现于1934年5月15日。2013年，全市公交公司整合为宝骏巴士公司、龙骧巴士公司、湖南巴士公司三家公交公司。长沙公共汽车票价为2元，少数车次为1元，可通用长沙公交公司发行的湘行一卡通IC卡、潇湘支付公司发行的潇湘卡以及其他城市交通联合卡。长沙万众公交汽车有限公司的所有线路只收现金，不接受潇湘卡以及其他城市联合交通卡。
此外，长沙设有营运长株潭公交的长株潭汽车站，以及汽车东站、汽车西站、汽车南站、汽车北站等长途汽车站。

### 水运
长沙港可通江入海，与长江沿岸及南京、上海、连云港等港口通航。长沙轮船客运中心站每天有到益阳、津市、安乡、常德、茅草街、湘潭、湘阴、岳阳等地的班船。此外，截至2010年11月，长沙有湘江千吨级航道和有全国最大的内河主枢纽港——霞凝新港，港口吞吐量达1100多万吨，其中港口国际集装箱吞吐量36万标箱，重件杂货350万吨。湘江长沙综合枢纽工程完工后，上游库区水位全年达到二级航道标准。

### 航空

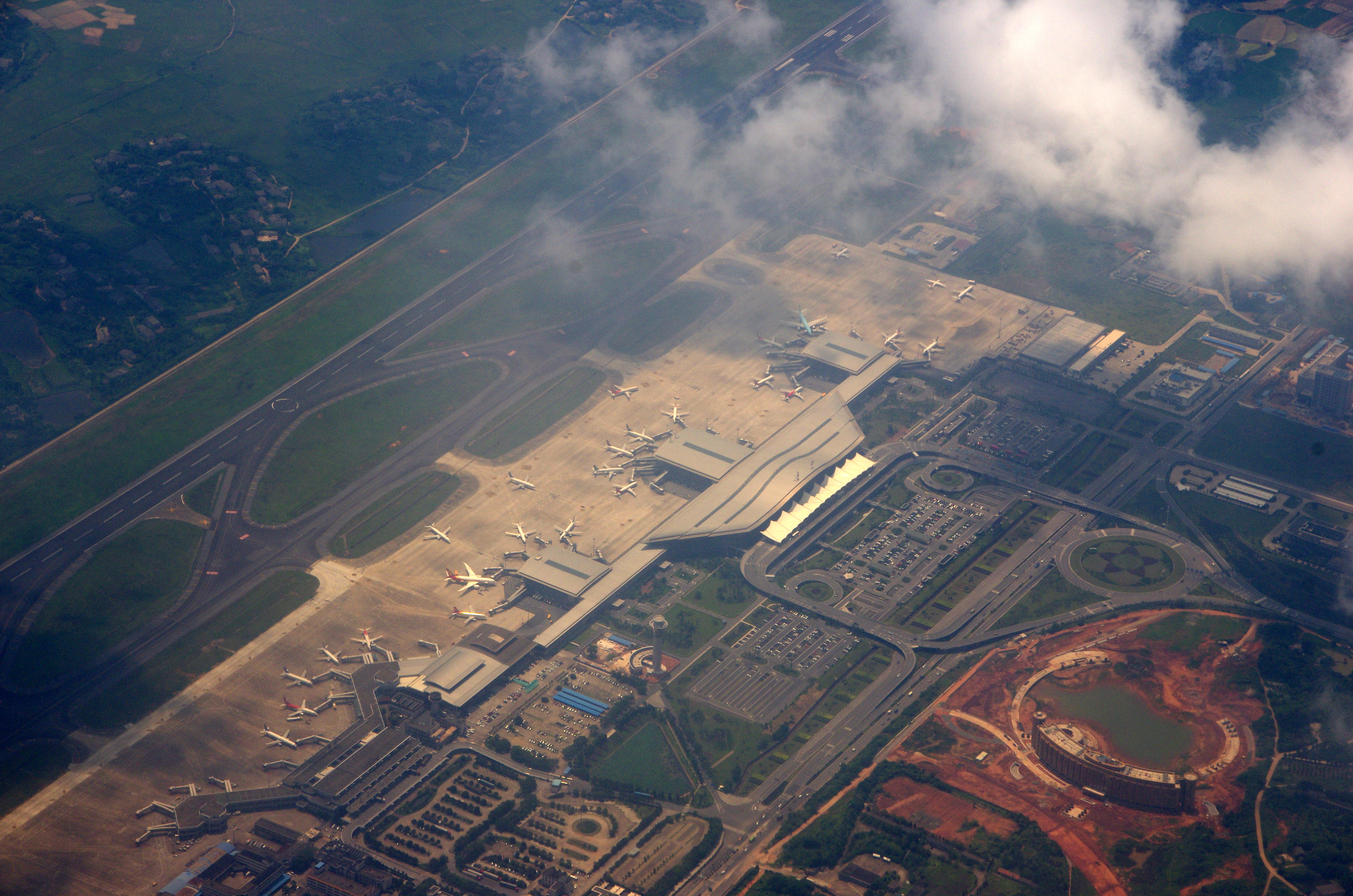
俯瞰长沙黄花国际机场

长沙黄花国际机场位于湖南省长沙市长沙县黄花镇，为4F级民用机场，距离长沙城区约22千米，由机场高速连接长沙大道，并可通过 
 S2线和 
 6号线快速直达市区。该机场于1986年6月25日动工，1989年8月29日首航，2座航站楼建筑面积共26.6万平米，具备年接纳2200万名旅客出入机场的能力，可以起降空中客车A380客机。
机场共有43家中外航空公司运营，为湖南航空的基地机场，中国南方航空公司、厦门航空公司、奥凯航空公司在此设立运营基地。目前已开通或即将开通航线110条，包括中国大陆境内大中城市及香港、澳门、台北、高雄、台中等地两岸航线以及至东京、伦敦、洛杉矶、法兰克福、首尔、大阪、悉尼、新加坡、曼谷、吉隆坡、河内等85个城市的航班。在2016年，成为中部第一座年旅客吞吐量迈入2000万级的国际机场。

## 人口
长沙人口主体在春秋战国时期为扬越、楚人，楚之先民为九黎、三苗。之后，长沙先民与中原民族融合，逐渐形成了主体民族汉族。长沙在历史中形成了几次人口高峰，如在五代十国之马楚时期建立的繁荣。两宋时长沙发展了大量人口，却在南宋末年再次被屠城。明朝朱元璋攻打长沙导致大多数当地居民的伤亡，于是又有了“江西填湖广”之说。明清时期长沙人口稳步攀升，到了民国时期城市人口已经约30多万，1937年抗日战争爆发，长沙作为沿海人口内迁目的地之一，人口从1934年的38万人骤增到50多万。其后“文夕大火”以及长沙会战使得长沙人口再次回落，中华人民共和国成立前夕总人口约309万人，其中市区人口仅38万人。改革开放初的1978年，长沙总人口约为458万人，其中市区人口94万人。
2010年第六次人口普查初步结果显示，长沙市常住人口708.46万人，占湖南省的10.8%，居第3位，人口密度608人/公里2；男女性别比为102.8比100；其中市区常住人口366.36万人，占总人口的51.35%；全市户籍人口658.87万人，占全省户籍人口的10.50%；净流入人口558,230人，占户籍人口的9.36%。全市共有2,104,622个家庭户，家庭户人口6,097,929人，占总人口的86.57%；家庭平均人口规模3.04人。
按受教育程度分，大学以上文化程度占总人口的22.8%，初中以上文化程度占总人口的72.4%，文盲率0.68%。年龄构成上，14岁及以下人口955,887人，占总人口的13.57%；15－64岁人口5,452,222人，占77.40%；65岁及以上老年人口636,009人，占总人口的9.03%。
根据2020年第七次全国人口普查，全市常住人口为10,047,914人。同第六次全国人口普查的7,040,952人相比，十年共增加了3,006,962人，增长42.71%，年平均增长率为3.62%。其中，男性人口为5,085,746人，占总人口的50.61%；女性人口为4,962,168人，占总人口的49.39%。总人口性别比（以女性为100）为102.49。0－14岁的人口为1,672,202人，占总人口的16.64%；15－59岁的人口为6,835,863人，占总人口的68.03%；60岁及以上的人口为1,539,849人，占总人口的15.33%，其中65岁及以上的人口为1,115,873人，占总人口的11.11%。居住在城镇的人口为830.00万人，占总人口的82.6%；居住在乡村的人口为1,747,914人，占总人口的17.4%；6个市辖区人口598.07万人，其中城镇人口563.69万人，城镇人口占市辖区人口的94.25%。
2022年末，全市常住总人口1042.06万人，比上年末增长1.8%。2021年末全市常住总人口1023.93万人，据此计算，长沙常住人口增加了18.13万人。

### 姓氏
根据2006年人口數据，长沙人口最多的首十個姓氏依次是李、刘、张、陈、周、王、黄、杨、彭、罗，其中前八位姓氏是中國首十個姓氏之內的大姓。

### 民族
| 长沙市历次人口普查常住人口与少数民族人口 |              |            |                |                  |                 |                 |
| 历次人口普查                             | 历次人口普查 | 总人口     | 其中：少数民族 | 其中：少数民族   | 少数民族 族别数 | 少数民族 族别数 |
| 普查 年份                                | 普查 顺次    | 总人口     | 人口           | 占总人口 比重(%) | 长沙            | 全国            |
| 2020年                                   | 第七次       | 10,047,914 | 249,701        | 2.485            | 55              | 55              |
| 2010年                                   | 第六次       | 7,040,952  | 77,160         | 1.096            | 51              | 55              |
| 2000年                                   | 第五次       | 6,138,719  | 48,564         | 0.791            | 46              | 55              |
| 1990年                                   | 第四次       | 5,490,729  | 17,995         | 0.328            | 39              | 55              |
| 1982年                                   | 第三次       | 4,803,511  | 6,018          | 0.125            | 25              | 55              |
| 1964年                                   | 第二次       | 3,514,573  | 2,937          | 0.084            | 16              | 54              |
| 1953年                                   | 第一次       | 3,296,055  | 989            | 0.030            | 8               | 38              |

长沙主要民族为汉族，2000年第五次人口普查结果显示，长沙有少数民族人口为48,564人，占总人口的0.79%，涉及46个族别。人口过千人的少数民族有土家、苗、回、侗、瑶、满、壮、蒙与白9个民族，人口过百人的有彝、布依、朝鲜、土、维、藏、黎与畲8个民族。
长沙主要的少数民族为回族、土家族和苗族。开福区捞刀河镇汉回村为全市主要少数民族回族的集中聚居地。2000年第五次人口普查数据显示，长沙共有少数民族人口48,564人，占全省少数民族的0.76%，少数民族口数居湖南第8位；占地区人口的0.69%；中国55个少数民族中有46个民族分布。全市土家族人口18,503人，占地区总人口的0.26%，占地区少数民族人口的38.10%，为第1大少数民族。苗族人口11,140人，占地区总人口的0.16%，占地区少数民族人口的22.94%，为第2大少数民族。本市另一主要少数民族回族人口4,085人，占地区总人口的0.06%，占地区少数民族人口的8.41%，为第3大少数民族。侗族人口3,357人，占地区总人口的0.05%，占地区少数民族人口的6.91%，为第4大少数民族。人口过2千的还有瑶、满和壮3民族，分别达到2,853、2,078和2,040人，占地区少数民族人口的比重为5.87%、4.28%和4.20%；蒙古和白2民族人口过千人，分别达到1,192和1,048人，占地区少数民族比重为2.45%和2.16%。彝、布依、朝鲜、土、维吾尔和藏6民族人口过2百，黎和畲族2民族人口过1百，其余29个民族在100人以下，其中有5个民族分别仅有1人。
2020年全市常住人口中，汉族人口为9,798,213人，占97.51%；各少数民族人口为249,701人，占2.49%。与2010年第六次全国人口普查相比，汉族人口增加2,834,421人，增长40.7%，占总人口比例下降1.39个百分点；各少数民族人口增加172,541人，增长223.61%，占总人口比例增加1.39个百分点。其中，土家族人口增加58,709人，增长203.62%，占总人口比例增加0.46个百分点；苗族人口增加54,439人，增长295.25%，占总人口比例增加0.46个百分点；侗族人口增加14,832人，增长262.51%，占总人口比例增加0.12个百分点；瑶族人口增加11,605人，增长213.92%，占总人口比例增加0.09个百分点。
| 民族名称                | 汉族      | 土家族 | 苗族   | 侗族   | 瑶族   | 回族   | 壮族  | 维吾尔族 | 满族  | 白族  | 其他民族 |
| ----------------------- | --------- | ------ | ------ | ------ | ------ | ------ | ----- | -------- | ----- | ----- | -------- |
| 人口数                  | 9,798,213 | 87,541 | 72,877 | 20,482 | 17,030 | 11,453 | 9,023 | 4,677    | 4,673 | 4,136 | 17,809   |
| 占总人口比例（%）       | 97.51     | 0.87   | 0.73   | 0.20   | 0.17   | 0.11   | 0.09  | 0.05     | 0.05  | 0.04  | 0.18     |
| 占少数民族人口比例（%） | －        | 35.06  | 29.19  | 8.20   | 6.82   | 4.59   | 3.61  | 1.87     | 1.87  | 1.66  | 7.13     |

## 文化

沙坪湘绣博物馆

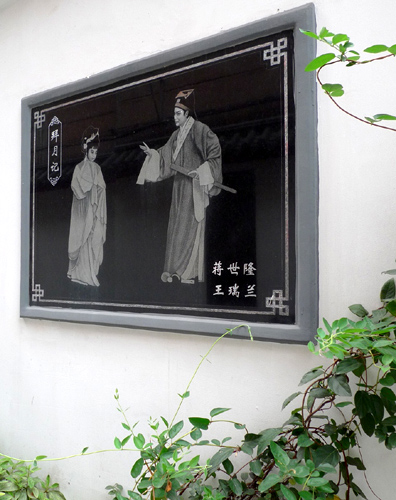
青山祠戏剧街内的湘剧壁画

长沙为国家历史文化名城和省会城市中惟一的生态建设示范试点市。湘剧和花鼓戏为主要流行剧种。全市拥有艺术表演团体12个，文化馆10个，公共图书馆7个，其中，湖南图书馆是中国最早建立的公共图书馆之一；博物馆13个，其中，湖南省博物馆中的马王堆汉墓陈列享誉中外；档案馆14个。广播电视保持较高发展水平，2004年全市广播综合人口覆盖率达96.8%；电视综合人口覆盖率达97.8%。
全市共有旅游区（点）66处，其中包括国家级风景名胜区1处，国家4A级旅游区（点）4处，国家森林公园2处，国家水利风景区2处。城内共有47处名人墓冢、33处文化遗址、30处古墓、25处名人故居、13处近现代纪念地、6处古城遗址。

### 語言
长沙方言属新湘语长沙话，主要以长沙市内五区和望城区、长沙县的方言为代表。长沙话可以与新湘语的其他地区（湘潭、株洲、益阳、岳阳、衡阳、娄底等市的部分区域）无障碍互相通话，仅有口音和少量用语区别；也可以基本听懂西南官话片区（如省内的常德、张家界，省外的四川、重庆，广西等）的大部分方言。由于古代楚地巫风炽烈，长沙一带有一些与其它地方不同的《忌讳》；如旧时早饭之前忌说“龙”“虎（方言读fu）”“鬼”“梦”四字。码头帮里如谁早上起来不小心说了“昨晚做了个梦”之类的话，就得罚为大家付早餐以消除可能带来的一日坏运。早餐常吃的豆腐、腐乳等食物叫成“水片子”、“猫乳”等。老虎称“大虫”，“府正街”作“猫正街”，“灯笼”成“亮壳子”等等。不过新一代的长沙人已经很少有这种忌讳。
长沙市六区和长沙县以外的地区，如宁乡市也说新湘语，但口音有别于市区长沙话。此外，长沙县等郊县部分地区说中原官话，口音接近于郑州话；浏阳市说赣语浏阳方言、客家话，靠近长沙市区方向乡镇说长沙话。
长沙方言逐渐受到普通话影响，用语有逐渐向官话靠拢的趋势。八九十年代出生至今的一代长沙人，因父母辈来自外地比例急剧增加，很多习惯用语逐渐消失，口音和老一辈长沙人产生明显区别，也更接近普通话。如“监督”从“Gan Dou”变为“Jian Dou”、“讲”从“Gang”变为“Jiang”。但同时因湖南本地电视电台对保留部分长沙方言的节目，以及在餐饮业、零售业等有宣传需求，如“娭毑”、“霸蛮”、“呷饭”、“何解咯（O Gai Lo）”等老长沙话的用语颇为流行。

### 特产与民俗
长沙最重要的特产是“长沙三绝”，即湘绣、棕编（另一说为中国红瓷器）和菊花石雕。湘绣的起源和发展都在长沙县（今开福区沙坪一带），为四大名绣之一。长沙也建有湘绣博物馆以供研究、参观和销售。菊花石产于浏阳大溪河底岩石层中，天然生有白色的菊花图案，其雕品为长沙的一大特色。中国红瓷器最早出现于1100年前的晚唐长沙窑，但包括之后出现的瓷器在内，都没有纯正的红色。1998年底，尹彦征在长沙才研制出纯正的红瓷器，并在长沙隆平高科技园建立了中国红陶瓷工艺园。
浏阳有“花炮之乡”的美称，其生产的花炮在中国和世界各地都有销售。
长沙过汉族的所有节日，其中一些节日有地方特色。也在一些日子有很多特有的民俗。陶公庙庙会为赶集的一大特色。农历三月三时，长沙人都有地菜煮鸡蛋的习俗；五月五涂雄黄酒，熏艾叶挂艾叶；腊月初八煮腊八豆等。随着城市化的不断发展，这些习俗逐渐淡化，但在郊县依然保持。立夏时有吃立夏粳之习。惊蛰时农家于暗处点灯，用石灰撤房屋四周及潮湿暗角。小孩点燃一个个爆竹，丢向屋角墙下，边丢边喊：“凉蛰惊蛰，炸得虫蚁笔直”。长沙过去流行的湘剧，是最具有湖南地方特色的剧种。当今湘剧既缺少年輕一輩的傳承，又缺乏青少年群众为主的市场，逐渐走向没落。而長沙花鼓戲雖然也缺乏年輕一輩的傳承，但仍在流行，長沙花鼓戲使用的戲劇語言多為長沙方言與官話的混合。

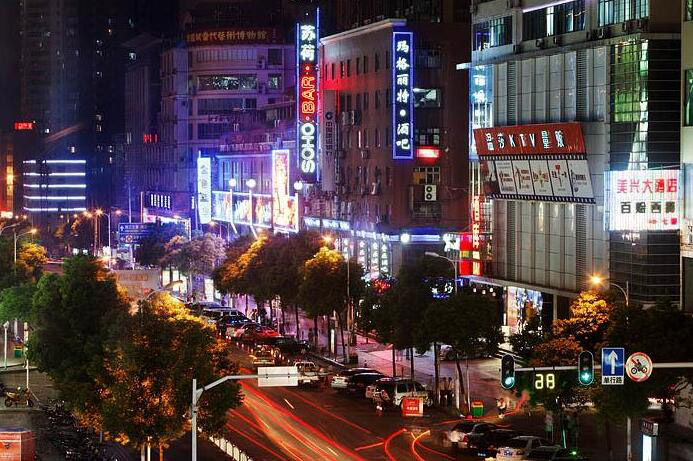
长沙解放西路酒吧一条街

### 饮食

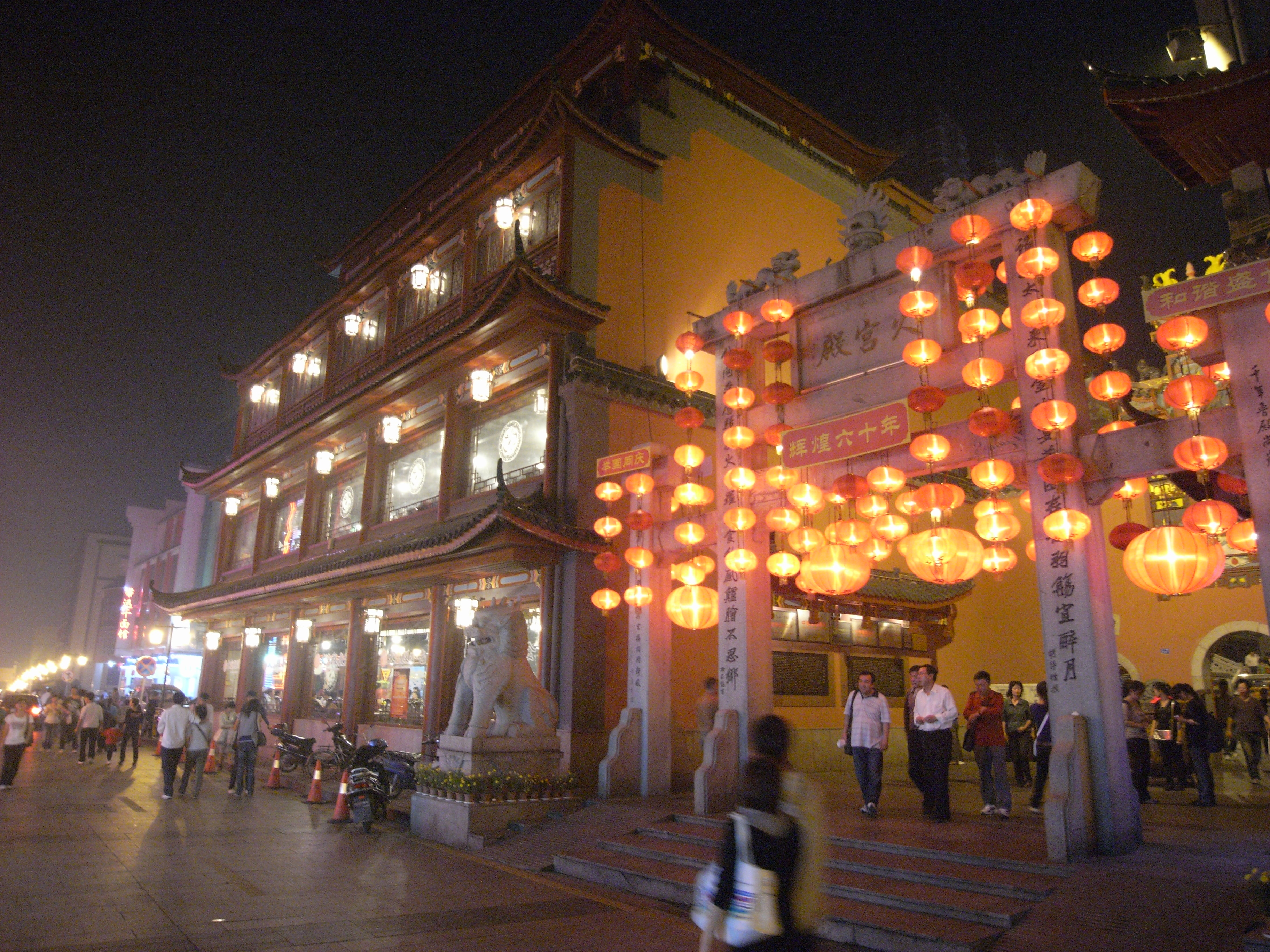
坡子街湘味美食一条街

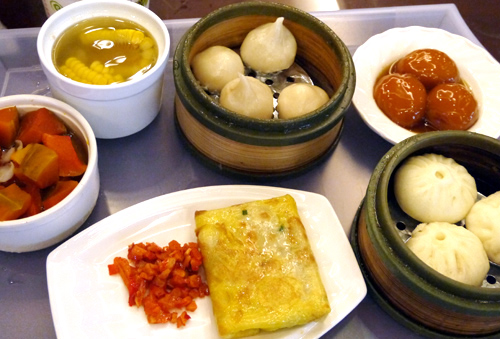
火宫殿小吃：姊妹团子、糖油粑粑、小笼包、豆皮、蒸南瓜、排骨玉米汤

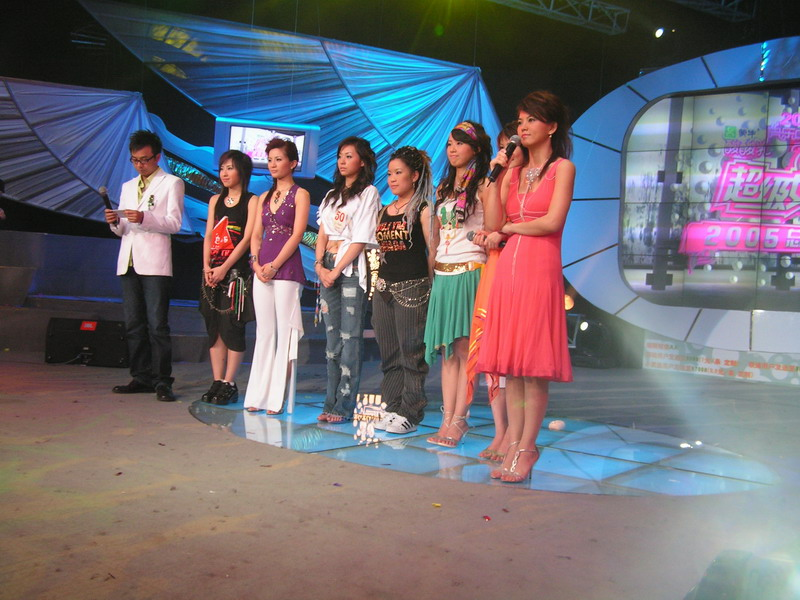
超级女声总决赛第一轮现场

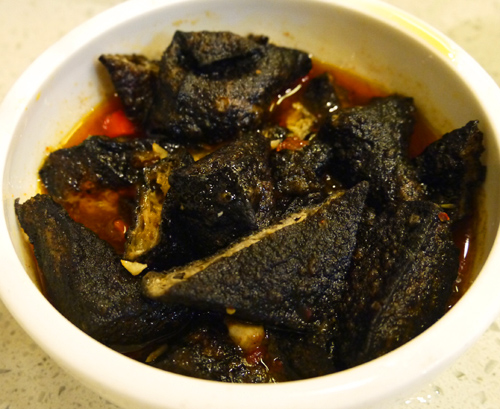
长沙小吃的代表：臭干子（即臭豆腐）

长沙的饮食品种很多，本地小吃和湘菜最为流行。同时长沙人也爱吃很多外地名菜，因此全国各地的饮食也经常风靡一时，比较有代表性的有贵州啤酒鸭、重庆火锅、广东水果粥等。
随着农家乐的兴起，自1990年代前后长沙开始推出各种土菜系列，代表性口味有剁椒鱼头、烟熏腊肉、抱盐鱼等；风味小吃最著名的为臭豆腐、黄鸭叫、灯芯糕，以及近期开始流行的口味虾、鸭脖等。著名的土菜馆有辣椒炒肉，潭州瓦罐等。
长沙的小吃，种类众多，符合湖南当地的口味，很多小吃为长沙所独有。临街小吃店是吃小吃的主要场所。火宫殿以及坡子街美食一条街集中了长沙众多的美食百年老店，是感受长沙传统美食文化的集中地带。每到晚上，坡子街、南门口等地前来吃小吃的人们络绎不绝；即使过了深夜12点，来吃夜宵的人依然令街道火爆异常。尤其有名的夜宵区域在南门口到劳动广场之间一条步行十分钟即可穿过的路上，两旁餐馆林立。其中最有名的是“五娭毑臭干子”和在马益顺巷口的臭豆腐摊。
主要的当地湘菜有：浏阳蒸菜、乡里腊肉、剁椒鱼头、酱椒鱼头、宁乡口味蛇、辣椒炒肉、黄鸭叫、毛家红烧肉、四方坪土鸡、潭州瓦罐、竹香鱼、浏阳火焙鱼等。
主要的当地小吃有：长沙臭豆腐、糖油粑粑、口味虾、口味蟹、口味鸡、口味田鸡、鸭舌、鸭脖、荷兰粉、猪血、白粒丸、炖猪脚、兰花干子、油豆腐、刮凉粉、米粉、唆螺、麻辣捆鸡、香菜凉拌腰花等。著名小吃有：无名粉店的粉，杨裕兴面、向群锅饺、文记四合一。
最为出名的两条小吃街：坡子街小吃街（火宫殿也在其中） 和 南门口。

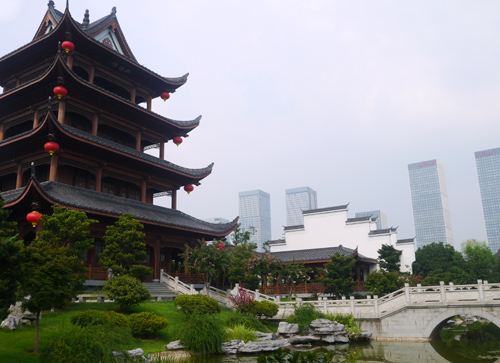
橘子洲江神庙

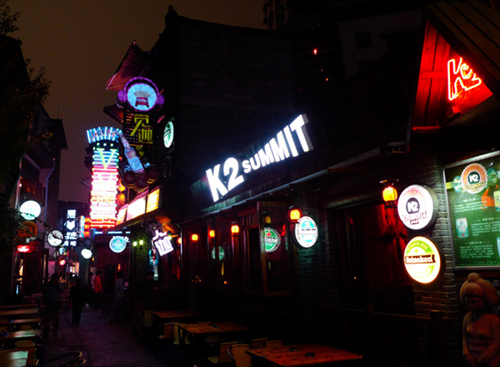
化龙池酒吧街区

### 休闲娱乐
长沙的娱乐业十分具有特色。由于消费观念的不同，长沙人在娱乐方面投入很大资金。足浴按摩店遍布全城，密度之大让人称为“脚都”，从2010年后有所好转。长沙解放西路酒吧一条街大大小小几十家酒吧，具有代表性的酒吧为魅力四射、水木年华等。现在化龙池和太平街也是娱乐的好地方，这两个地方主要以小型清吧、演艺吧为主。夜总会也是场场爆满，以田汉大剧院和欧阳胖胖歌舞厅最具特色，内容有杂技、歌舞表演、相声小品、特技表演等等。夜总会和歌舞厅的发展，丰富了市民的夜生活，并成为长沙媒体娱乐业的强劲的推动力，为长沙培养了众多本土人才，提供了很多媒体娱乐发展的素材。

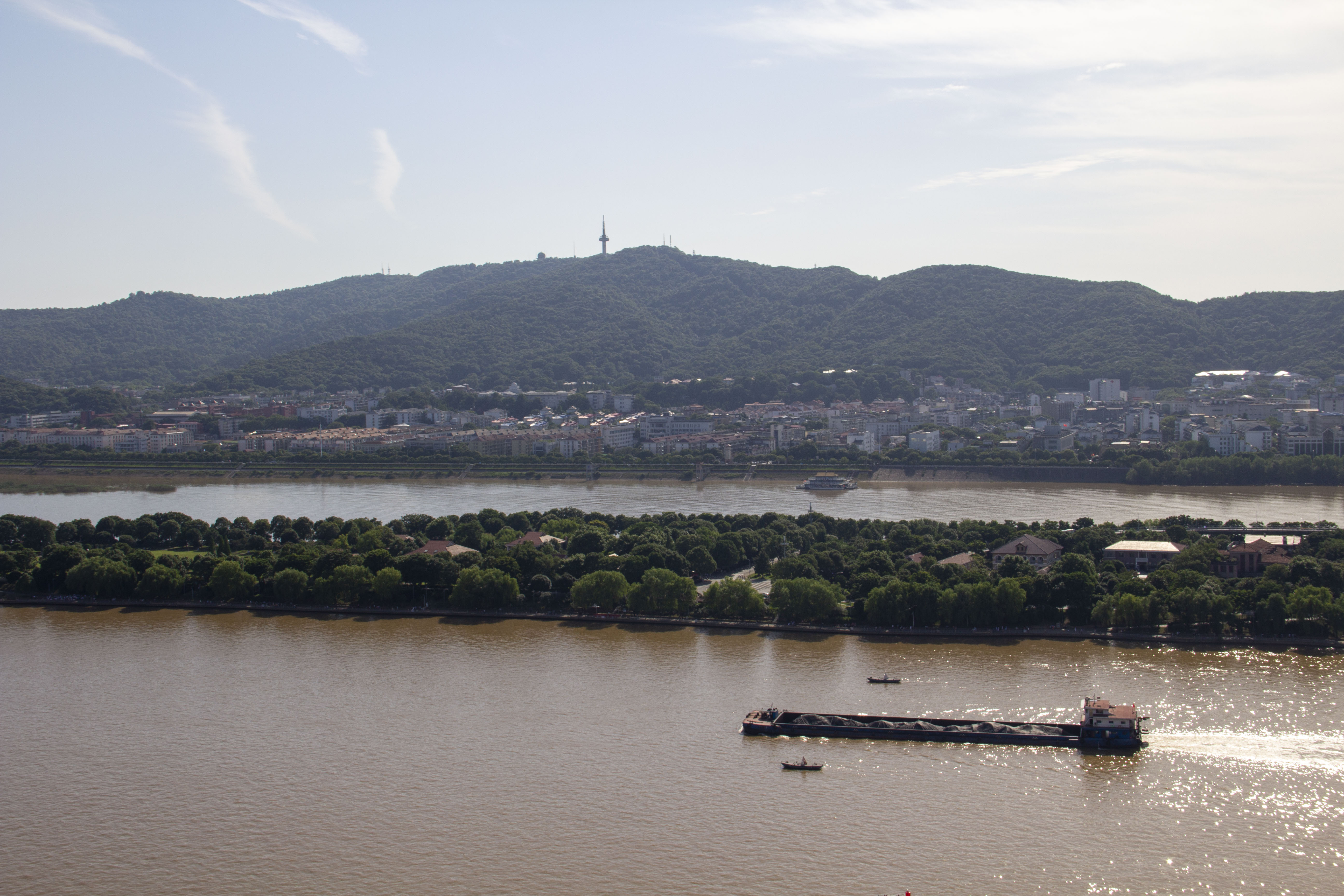
岳麓山

长沙的公园有世界之窗、烈士公园、月湖公园、橘子洲公园、岳麓山公园、南郊公园、晓园公园、省森林植物园、天心阁（天心阁公园）、王陵公园等。世界之窗是长沙最大的游乐园。
长沙人重视生活品质，多具有超前消费观念，储蓄率相对较低，而在餐饮和休闲娱乐方面的支出较多。这种消费观也使得许多商家愿意落户长沙。

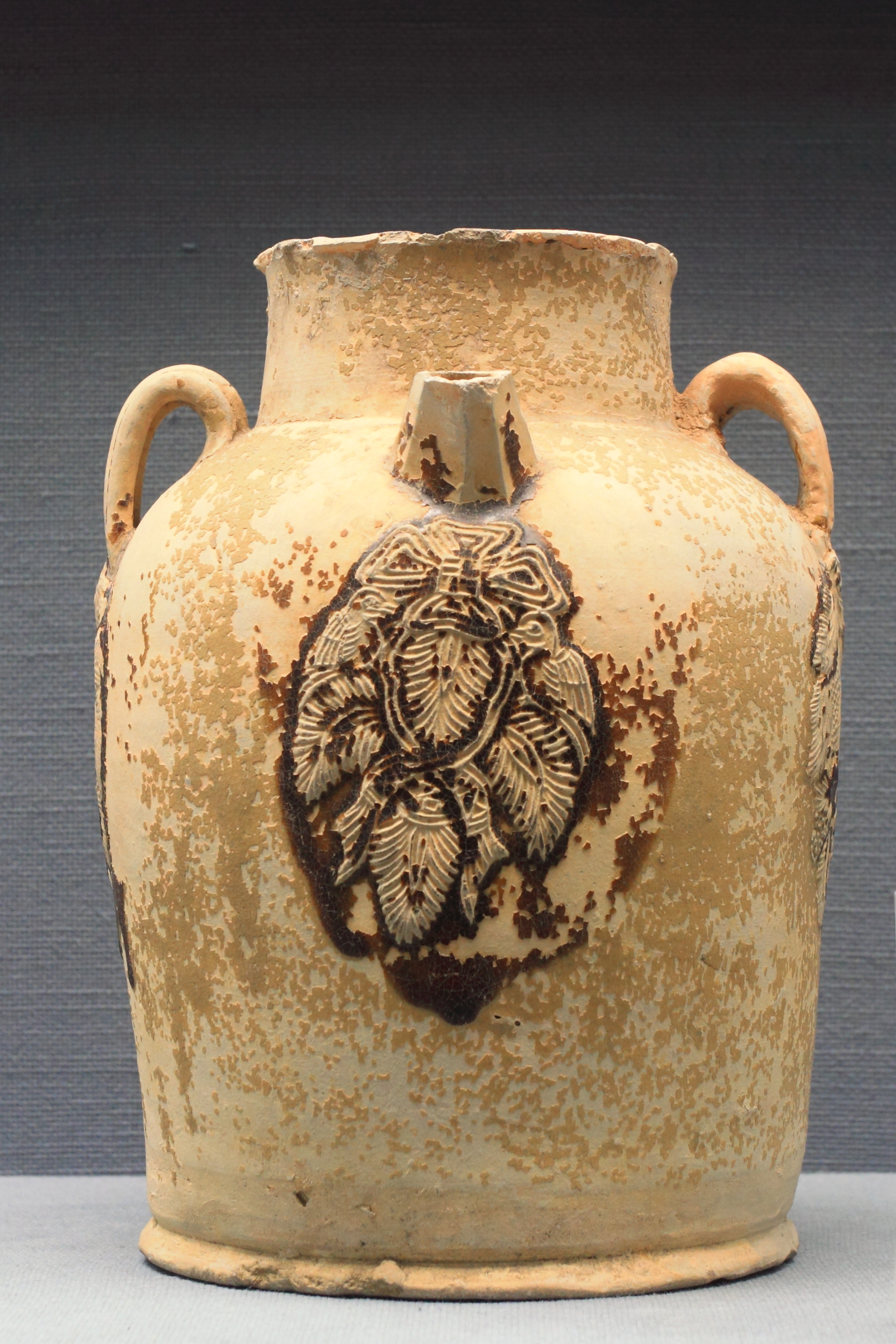
唐制长沙窑釉下褐彩葡萄纹三耳棱口壶

### 考古发掘
长沙地下文物丰富，重要的考古发现有长沙马王堆汉墓，宁乡炭河里遗址的青铜器，长沙走马楼简牍，春秋战国楚墓，铜官窑等。以下列举重要的历史纪录。
- 世界最早的铸铁件——春秋晚期铁凹形锄和铁鼎，铸造于春秋晚期（约前6、7世纪）。
- 世界最轻的丝织品——素纱襌衣，长沙马王堆出土。重仅49克（一说48克），由于丝纤度非常细，现代工艺无法仿制。
- 世界最早的印花织物——印花绸被面，战国楚墓出土。[116]
- 世界最早的毛笔——长沙左家公山出土，制作于战国时期。
- 世界最早的天文学著作实物——西汉《五星占》和《天文气象杂占》，长沙马王堆出土。注2
- 世界最早的釉下彩瓷器——长沙窑出土，长沙窑也因此被认为是釉下彩发源地[117]。
- 世界最多的简牍出土——长沙走马楼一次出土三国吴简14万余枚，超过历年出土的简牍数量之和。
- 中国最早的钢制品——春秋晚期钢剑，长沙杨家山出土；
- 中国最早的性医学著作——马王堆汉墓房中书，有《十问》、《天下至道谈》、《合阴阳》等共六种。
- 中国最大的商代铜铙——商代象纹大铜铙，宁乡出土，重220.76公斤。
- 中国最大的商代方尊——四羊方尊，宁乡出土，高58.3厘米，重约34.5公斤。
- 中国最大的商代铜瓿——宁乡出土。通高62．5厘米，口径58厘米，腹径89厘米，重55公斤。
- 中国最早的金属称量货币——1959年宁乡出土的商代铜铙中藏有224只小青铜斧，具有货币功能。注3
- 中国第一条标准的汽车公路——长潭（长沙至湘潭）公路，于1913年修建。注4

### 文化积淀

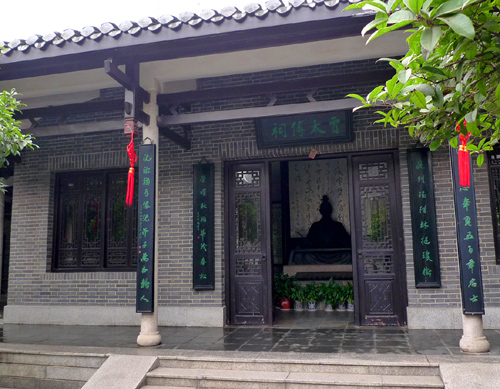
贾谊故居

屈贾之乡，是长沙的别称。意思是凭吊屈原和贾谊的地方。
战国时期，楚国爱国诗人屈原被陷害，流落在沅湘一带（岳阳汨罗附近）。屈原依然对国家的安危念念不忘，写了许多著名诗歌以表达自己的爱国之心。顷襄王二十一年（前278年），楚国都城郢被秦军攻破。屈原悲愤难抑，写了最后一篇诗歌《怀沙》后，自投汨罗江。
101年后（公元前177年），另一位著名的文人贾谊也来到了长沙。和屈原一样，他也怀才不遇，被贬为长沙王太傅。在长沙的三年，他写下了《吊屈原赋》和《鵩鸟赋》两篇代表作。回到长安后四年，他因为梁怀王坠马而死，终日自责，郁郁而终。
两位著名文人的遭遇同在长沙度过，令后人感叹不已。司马迁在史记中列有《屈原贾生列传》。唐朝的杜甫凭吊后作诗《发潭州》、《清明》。刘长卿有《长沙过贾谊宅》。李商隐有《潭州》。多表达了他们对怀才不遇的感慨。长沙北的汨罗江边，现有屈原祠，始建于汉代。长沙城里有贾谊故居。

## 社会

### 教育
主条目：长沙教育

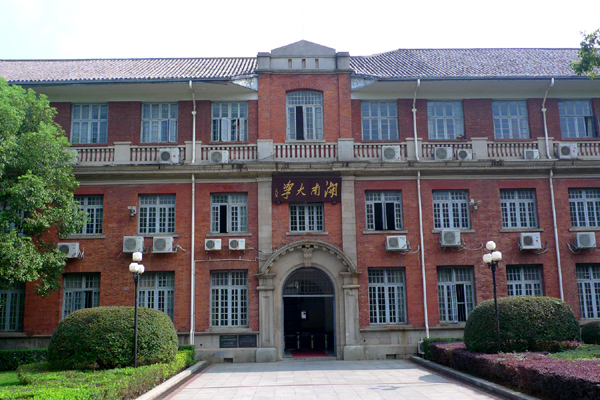
湖南大学

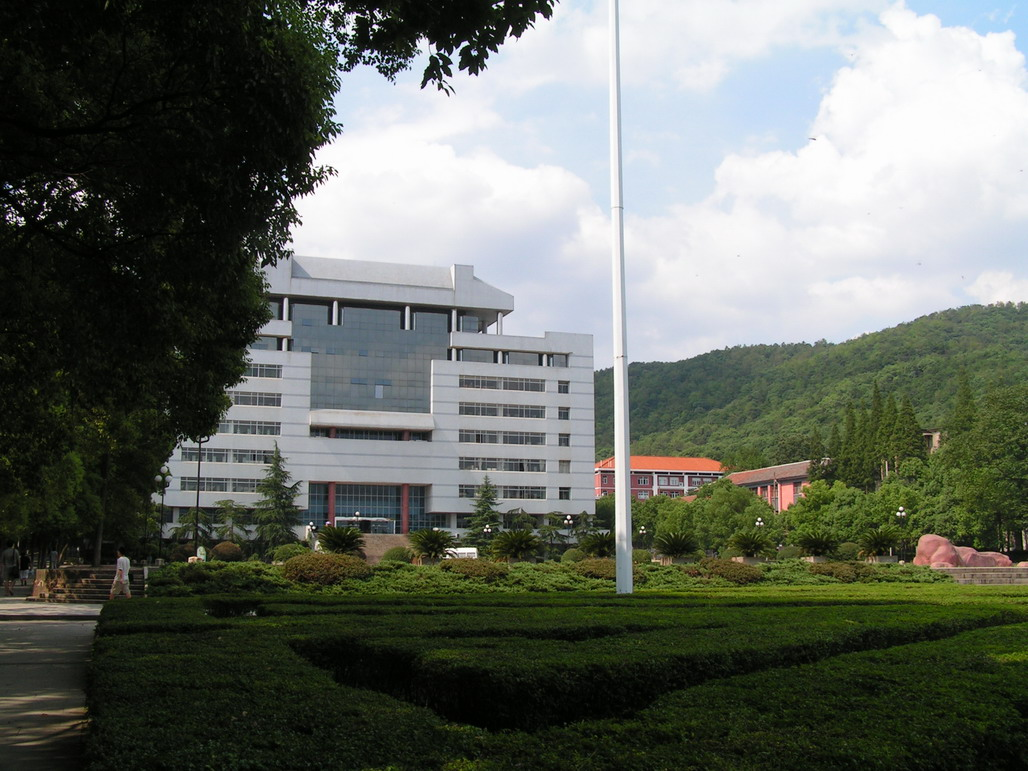
中南大学

长沙的教育，具体数据方面，2004年全市共有普通高校39所，普通高中92所，初中学校255所，普通小学1433所。全市普通高校在校学生32.94万人，在读研究生2.28万人，普通高中在校学生12.99万人，初中在校学生26.58万人，普通小学在校学生31.80万人，幼儿园在园幼儿7.79万人。小学适龄儿童入学率100%，小学生初中入学率100%。
长沙的中等基础教育在湖南省内有较高知名度。长沙市一中、湖南师大附中、长郡中学、雅礼中学有长沙四大名校之称，其师资配备、教学设施和教育质量等都处于领先水平，且均为百年老校。历年进入清华大學與北京大学等中國知名院校的毕业生在湖南省內佔有很大比例。长沙市一中和湖南师大附中在国际中学生奥林匹克竞赛上多次获得金牌，奖牌数位居全国前两位。近几年湖南师大附中的高考成绩在湖南全省均名列前位。雅礼中学为美国耶鲁大学校友组织雅礼协会创办，以英语教学闻名。
长沙的高等教育比较发达，拥有4所211工程“重点大学”即国防科学技术大学、中南大学、湖南大学和湖南师范大学，有3所进入985工程，在中部地区仅次于武汉、西安位居第三。国防科技大学是最好的军事院校，在计算机领域十分突出。中南大学在材料、机械、冶金、医学和桥梁隧道工程等领域研究占有重要地位，2005年以“高性能炭／炭航空制动材料的制备技术”而夺得空缺6年之久的第一个国家技术发明奖一等奖。湖南大学的前身是岳麓书院，其土木建筑、化学等方面的研究位居全国前列。湖南师范大学其前身是国立师范学院，目前为湖南省属高校的龙头，其文、理科在全国具有一定实力。

### 传媒
长沙為許多中國媒體的聚集地，中國主流媒体之一的“湖南电视台”就坐落在长沙市开福区马栏山。湖南卫视为中国大陆年收入和收视率最高的地方电视台，网罗了一大批著名主持人和媒体工作者。其主要作品有《快乐大本营》、《天天向上》、电视剧《还珠格格》等。“超级女声”、“快乐男声”等选秀节目的成功举办和《大長今》、《恰同学少年》、《丑女无敌》、《一起来看流星雨》等多部自制电视剧的播出又进一步提升了影响力。湖南经济电视台为湖南本土最受欢迎的电视台之一，其收视率和支持度都与湖南卫视不相伯仲。湖南经视注重本土观众，所以经常有带有湖南地方特色的节目播出。如综艺节目《越策越开心》、家庭剧《一家老小向前冲》等。2010年又与青海卫视联合推出一档选秀节目《花儿朵朵》，它是2010年新装改版试播后推出的一档全民选秀活动，旨在挖掘优秀人才，提供平台。中国的本土动漫在长沙的发展也很快，这也让政府决心打造动漫之都。国家广电总局首批批准建立的九家动画产业基地中，长沙独占两家。湖南卫视在2016年《亚洲品牌500强》中超越日本放送协会和凤凰卫视，仅次于中国中央电视台而位列电视媒体品牌第二
长沙市为中国金鹰电视艺术节永久举办地，金鹰奖为中国影视界最重要的奖项之一。长沙发行的有影响力的报纸有当地报纸《三湘都市报》、《长沙晚报》、《潇湘晨报》，全国性报纸《体坛周报》和《今日女报》，都曾多次获得“全国地方报社管理先进单位”称号。《体坛周报》为中国发行量最大的体育类报纸。
随着互联网和计算机技术的不断发展，各報紙也推出了电子网页版，如《三湘都市报》、《华声在线》、《潇湘晨报》、《长沙晚报》、《星辰在线》电子网页版等。

### 体育

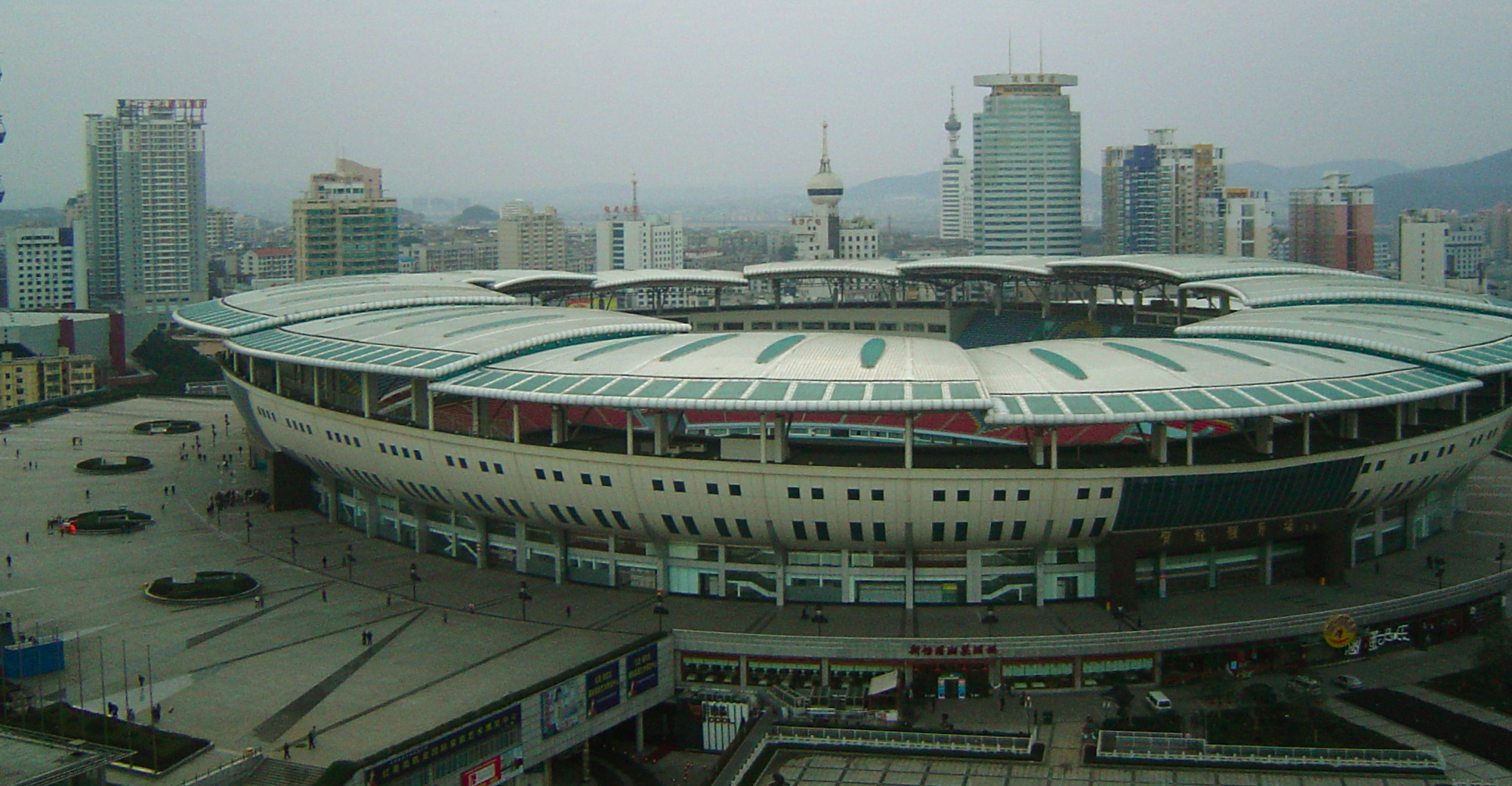
贺龙体育场

长沙体育事业发展良好，跳水、体操、羽毛球及举重等为长沙的传统体育强项，代表過中国在世界获得金牌。
1996年在长沙举办了第一届亚洲体操锦标赛。2003年举办了中国第五届全国城市运动会，在城运会上，长沙市运动员共取得金牌19枚，金牌数位列79个参赛城市的第5位。2004年全市举办县以上运动会28次，同比增加1倍。年末拥有体育运动学校61个，公共体育场馆52个，等级运动员发展人数为153人，等级裁判员发展人数为60人。体育设施建设齐全，2003年10月7日在贺龙体育场馆的基础上，经过改造和增扩功能齐备的辅助设施形成的“贺龙体育文化中心”（“新世纪文化中心”）正式落成，成为长沙的一个标志性建筑。
1983年，在贺龙体育场开始举办的“贺龙杯”足球邀请赛，湖南队在5届中都取得了不错的名次。1994年中国足球职业化，湖南当年有第一支男足甲B球队湖南金象。当年最后一轮击败火车头队保级成功。1995年4月更名湖南莱孚队，在21轮再次对火车头队的比赛中发生球迷骚乱事件，受到严厉处罚并最终降级。之后长沙在长达8年的时间没有一支甲级球队，处于足球的低潮期。直到2004年，长沙通过收购的方式拥有了第一支男足甲级球队湖南湘军，2004年和2005年均留在甲级。2006年湖南湘军降级，但中超球队沈阳金德由于沈阳五里河体育场于2007年2月12日拆除，沈阳市已经没有可以承办中超赛事的体育场，所以中国足协在12月26日同意俱乐部将主场迁往湖南长沙，长沙第一次拥有中国足球职业联赛最高级别的球队。2009年湖南省的另一支球队——湖南湘涛夺取了中国足球乙级联赛的冠军，升入2010年的中甲联赛，这也是湖南足球历史上的第一个全国联赛冠军。2011年，长沙金德离开湖南成为广州富力，湘涛成为了目前湖南唯一的职业足球俱乐部。
篮球方面，湖南财经学院获得1999年举行的首届中国大学生篮球联赛亚军。

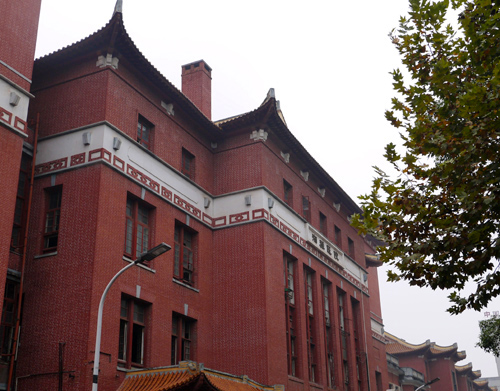
素有“南湘雅”美誉的中南大学湘雅医院

长沙有熊倪、唐九红、陆莉、刘璇、李小鹏、鲍春来等世界顶级运动健将，在世界级比赛中获得多枚金牌，其中在2000年悉尼奥运会上获得5枚金牌。現今效力中超及亞冠盟主廣州恆大的黃博文都是出生於長沙市。

### 医疗
长沙市所辖的天心区、岳麓区、开福区、长沙县、望城区、宁乡市为血吸虫疫区。市卫生局已制定《长沙市血吸虫病综合防治规划纲要（2011-2015年）》，展开了开展查（灭）钉螺、灭蚴、查病、化疗等防治工作，力争到2014年底以行政村为单位达到血吸虫病传播阻断标准。 2015年，全市拥有卫生机构（含村卫生室）4661个，其中医院、卫生院284个；卫生防疫、防治机构12个；妇幼保健机构11个.卫生技术人员6.96万人，增加0.29万人，其中执业医师、执业助理医师2.56万人，增加0.13万人；注册护士3.24万人，增加0.16万人.卫生机构床位6.60万张，增加0.24万张，其中医院、卫生院5.99万张，增加0.25万张。

### 宗教

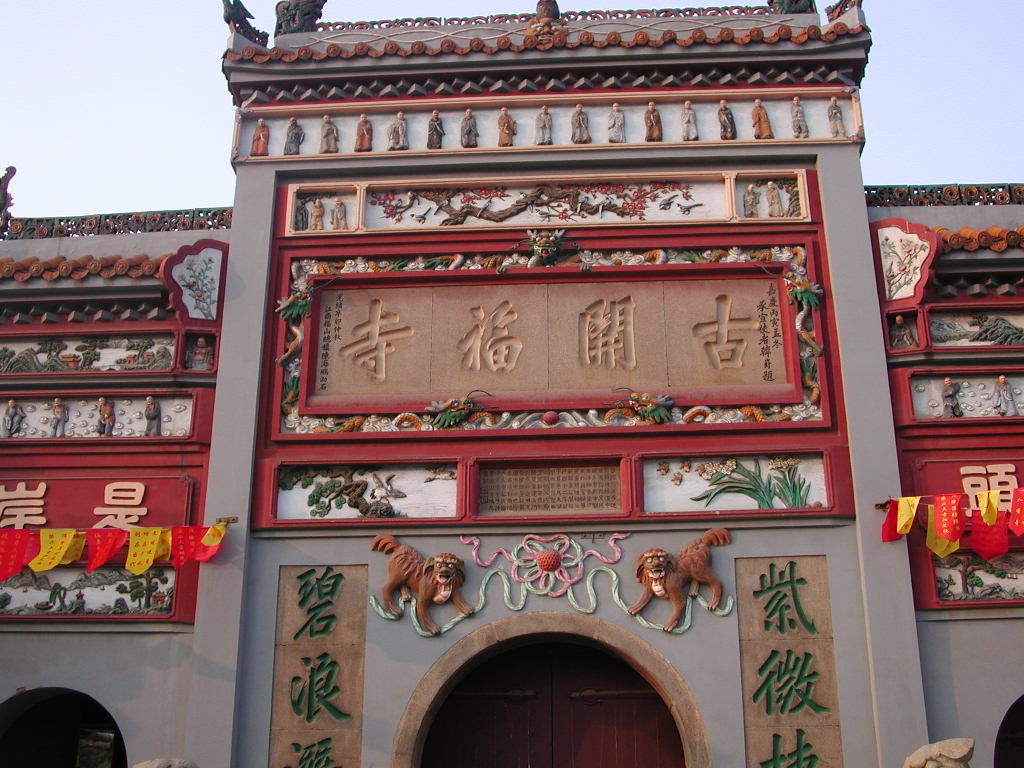
古开福寺

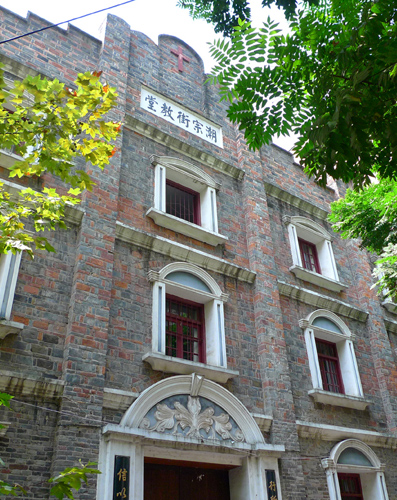
潮宗街教堂

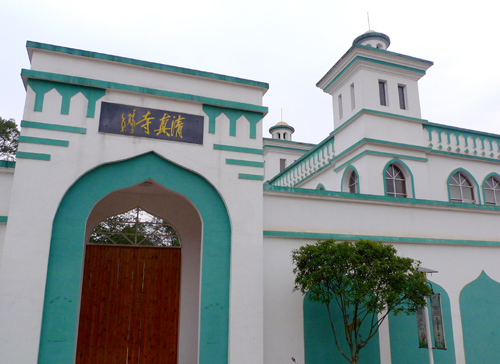
长沙汉回村清真寺

长沙的佛教、道教、天主教、基督教新教、伊斯兰教五大宗教俱全，有宗教教职人员近300人，受洗和皈依的信徒數万人，信众10万人以上。麓山寺、开福寺、密印寺、石霜寺、云麓宫 、戴公庙、河图观、青阳山道院、清真寺、天主教堂和基督教城北堂11处宗教场地被列为省级以上重点宗教活动场所，麓山寺、开福寺、密印寺、石霜寺均为千年古刹，其中麓山寺和开福寺还是汉族地区佛教全国重点寺院之一；麓山寺、开福寺、密印寺、陶公庙、天主教堂、基督教城北堂和基督教北正街教堂等7处宗教活动场所被列为湖南省重点文物保护单位。长沙作为省会城市，既是市级宗教团体所在地，亦是省级宗教团体的所在地，宗教界人士相对集中。

#### 佛教與道教
長沙一帶的佛教與道教信仰一向都十分興旺。民國時期，長沙有古开福寺、麓山寺、華林寺、上林寺、洪恩寺、谷山寺、杲山禅寺和桐溪寺譽為「長沙八大叢林」。後因為經歷文夕大火、四次長沙會戰、文化大革命等劫難，很多寺廟慘遭毀滅，近些年來，有一小部份寺廟得到重建，如谷山寶林寺。目前，長沙城内最大的寺庙是开福寺，其歷史悠久，每年香火十分旺盛。另外岳麓山上有古麓山寺；洪山庙地区有洪山寺；宁乡有密印寺等，都是长沙地区重要的佛教庙宇。长沙人也爱去衡山的南岳大庙烧香朝拜，多以祈福为目的。而位于长沙县榔梨镇的道教聖地陶公庙，始于南北朝时期，距今已有1500多年历史。

#### 基督宗教
清末民初時期，長沙就已經有基督教新教和天主教的传教士進行傳教了。但近代，長沙地區教案頻傳，基督宗教一度陷入低谷。进入2000年以后，基督教新教影响扩大，尤其在乡村地区广为传播，信众呈逐年增加趋势，发展较快。

## 旅游与休闲

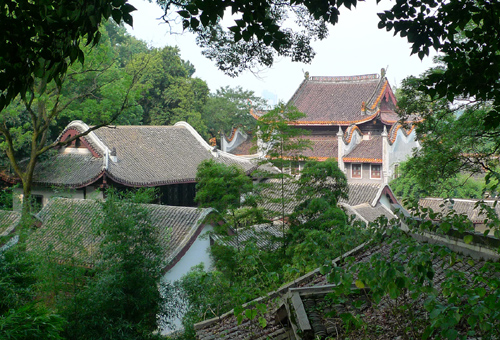
岳麓书院

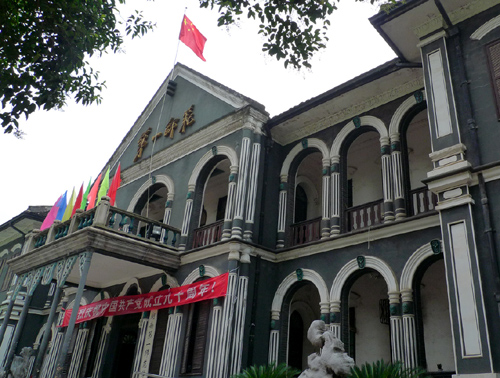
毛泽东母校——湖南第一师范学院

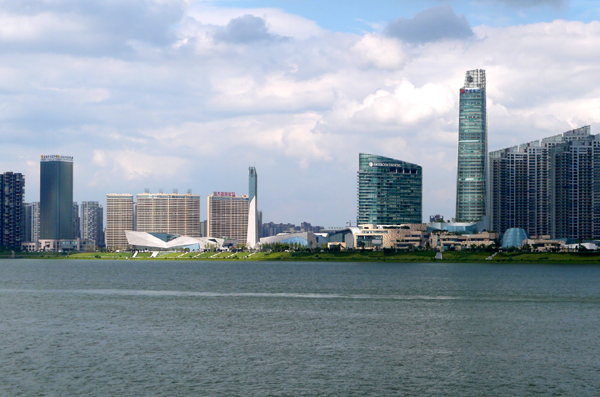
位于北辰三角洲的长沙滨江文化园（“三馆一厅”）

城区有可供参观游览的景观景点50多处，辖区县（市）也有众多历史遗迹和旅游景点。相邻地区主要旅游景点如韶山毛泽东故居和南岳衡山、岳阳楼、桃花源等都是到长沙后可以及时旅游的地方。
长沙最重要的景点是：岳麓山及其附属景点、岳麓书院、天心阁、湖南省博物馆（马王堆汉墓出土文物等）、湖南第一师范、刘少奇故居、长沙滨江文化园（包括长沙市博物馆、长沙市规划展示馆、长沙图书馆和长沙音乐厅等“三馆一厅”建筑群）等。
- 文化古迹：岳麓书院、马王堆汉墓、开福寺、古麓山寺、云麓宫、天心阁、北津城遗址、长沙窑遗址、走马楼简牍、白沙古井、禹王碑、陶公庙、浏阳文庙。
- 风景区：岳麓山、橘子洲、世界之窗、湘江风光带、森林植物园以及山鹰潭度假村和石燕湖度假村，大围山森林公园、道吾山风景区、灰汤温泉、大王山旅游度假区和黑麋峰景区。
- 纪念地：城区有烈士公园、清水塘中共湘区委员会旧址、船山学社、新民学会旧址、湖南第一师范、贾谊故宅、李富春故居、爱晚亭、黄兴墓、蔡锷墓；雷锋纪念馆、黄兴故居、朱镕基故居、杨开慧故居、胡耀邦故居，刘少奇故居及纪念馆， 曾国藩墓、左宗棠墓、秋收起义文家市会师旧址、谭嗣同故居及纪念馆。

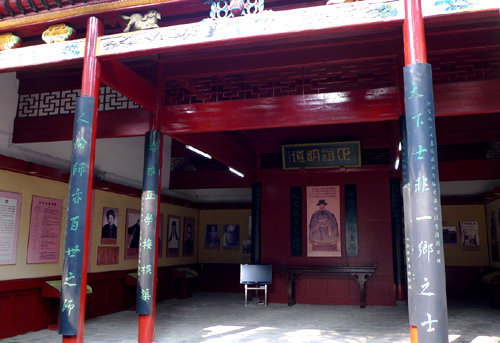
船山学社

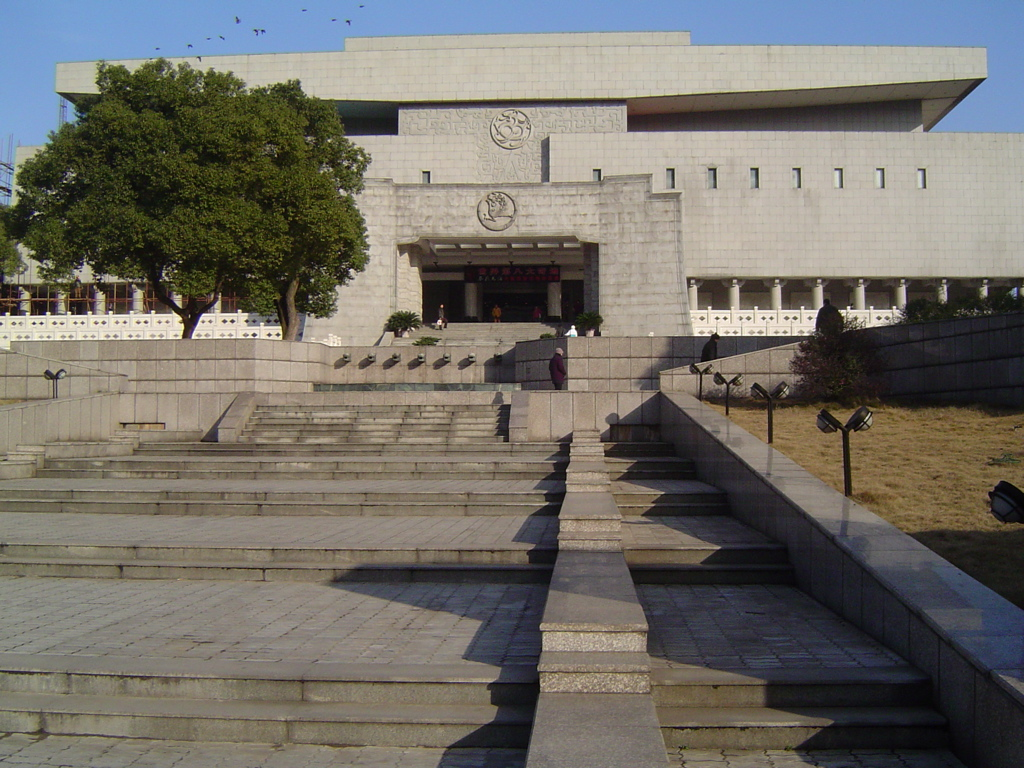
湖南省博物馆（老馆厅）

### 国家级景区和文物保护单位
- 国家5A级旅游景区2处：

岳麓山—橘子洲、长沙市花明楼景区。
- 国家4A级旅游景区7处：

世界之窗、海底世界、石燕湖生态旅游公园、湖南省博物馆、雷锋纪念馆、大围山和天心阁。长沙也因此成为中南地区拥有AAAA级旅游区最多的城市。
- 非物质文化遗产保护研究基地1处：湖南湘绣城

- 国家重点风景名胜区1处：

岳麓山风景名胜区（包括岳麓山、岳麓书院和橘子洲）；
- 国家森林公园3处：

天际岭国家森林公园、大围山森林公园和凤凰山国家森林公园；
- 国家水利风景区3处：

长沙湘江水利风景区（湘江风光带）、千龙湖、金洲湖湿地公园、黄材水库国家水利风景区。
- 全国重点文物保护单位30处：

岳麓书院（长沙市区，第二批）、黄兴故居和墓（分别位于长沙市区和长沙县）、刘少奇故居（宁乡）、铜官窑遗址（望城区，第三批）、秋收起义文家市会师旧址（浏阳，第一批）、谭嗣同故居及墓祠（浏阳，第四批）、蔡锷墓（长沙市区，第六批）、湖南省立第一师范学校旧址（长沙市区，第六批）、中共湘区委员会旧址（长沙市区、第六批）
第七批：新民学会旧址（长沙市区）、何叔衡故居（宁乡）、谢觉哉故居（宁乡）、徐特立故居（长沙县）、爱晚亭（长沙市区）、胡耀邦故居（浏阳）、湖南大学早期建筑群（长沙市区）、湖南省苏维埃政府旧址（浏阳）、马王堆汉墓（长沙市区）、汉代长沙王陵墓群（长沙市区）、张南轩墓(含张浚墓)（宁乡）、曾国藩墓（长沙市区）、禹王碑（长沙市区）、天心阁古城墙（长沙市区）、浏阳文庙（浏阳）
第八批：湘雅医院及医学院早期建筑（长沙市区）、程潜公馆（长沙市区）、浏阳红一方面军活动旧址（浏阳）、桃树湾刘氏大屋（浏阳）

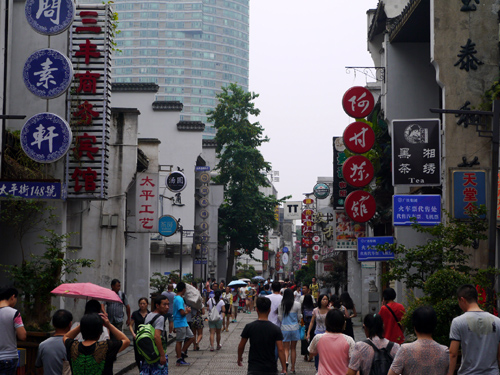
太平街历史街区

### 历史文化街区
由于八年抗战、文夕大火和破四旧，长沙城区古建筑古文物几乎损失殆尽。1978年大陆推行改革开放以来，城区建设发展较快，但没有完整考虑对历史街区的保护，目前尚不存在完整的历史文化街区，完整的麻石街仅存4条。近几年开始关注对古城区的抢救，设立了五个“历史文化街区”进行保护性抢救，这些街区为太平街、潮宗街、化龙池、小西门、天心阁历史文化街区。

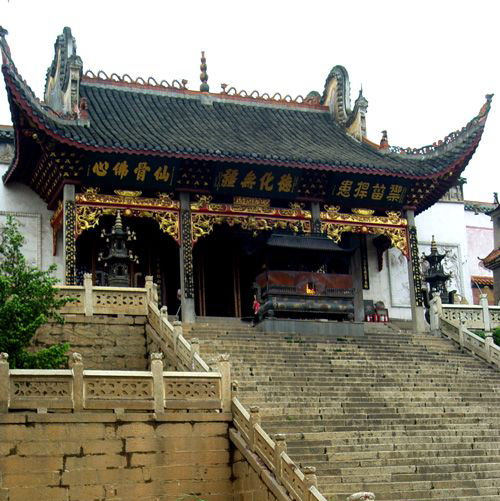
陶公庙

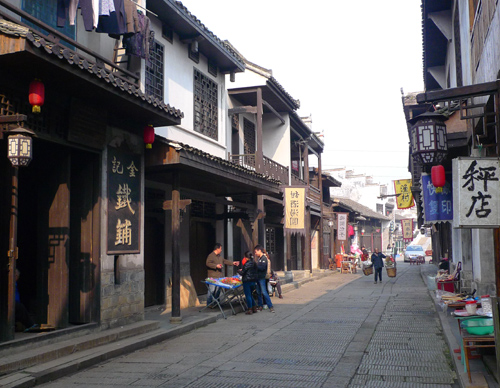
靖港古镇

### 历史文化村镇
2004年2月确定的“长沙地区历史文化村镇”共计7个：
- 铜官镇，古镇，地处长沙城北湘江下行东侧约30公里，马王堆汉墓出土的文物就有铜官陶器；三国时为吴蜀分界处。
- 沈家大屋，位于浏阳龙伏镇捞刀河畔的新开村。新开村清代流传下来的村落保存完整，古民居建筑达３万平方米以上，保存完好的居民建筑群以沈家大屋为核心与精华。
- 靖港镇，古建筑面积超过五千平方米，古代主要军事重镇，昔日淮盐主经销口岸和湖南四大米市之一。
- 文家市，北伐战争时期和国共内战时期的历史见证，有刘家祠堂、河口大屋等地的大量红军的宣传标语。
- 榔梨镇注1，陶公庙与庙会，庙会为每年的农历正月十三与八月十七，每届庙会持续时间为十天左右。
- 沩山，地处宁乡西部，素有“小西藏”之称。主要建筑有密印寺，始建于唐宪宗元和二年（807年），兴盛时僧侣多达千余人。
- 大围山镇，老街保存完好，宁静、古朴，素有“小上海”之称。

## 对外交流

### 友好城市
截至2017年8月，长沙市共与境外23个国家的城市结为友好城市：
| 城市                   | 国家       | 缔结时间       |
| ---------------------- | ---------- | -------------- |
| 布拉柴维尔市           | 刚果共和国 | 1982年8月9日   |
| 鹿儿岛市               | 日本       | 1982年10月30日 |
| 圣保罗市               | 美国       | 1988年5月9日   |
| 武吉知马市镇           | 新加坡     | 1994年4月10日  |
| 弗雷堡市               | 瑞士       | 1994年6月10日  |
| 泽西市                 | 美国       | 1995年11月29日 |
| 普罗鲁阿市             | 義大利     | 1997年9月26日  |
| 蒙斯市                 | 比利时     | 1998年5月14日  |
| 龟尾市                 |            | 1998年10月19日 |
| 奥克兰市               | 美国       | 1999年3月22日  |
| 普罗鲁阿市             | 新西兰     | 2000年2月24日  |
| 贝尔德朗市（与浏阳市） | 巴西       | 2000年10月25日 |
| 金伯利市               | 南非       | 2002年9月25日  |
| 恩德培市               | 乌干达     | 2003年4月14日  |
| 罗瓦涅米市             | 芬兰       | 2004年11月3日  |
| 乌里扬诺夫斯克市       | 俄羅斯     | 2006年1月19日  |
| 奥本市                 |            | 2006年3月20日  |
| 安那波利斯市           | 美国       | 2008年10月25日 |
| 维多利亚市             | 加拿大     | 2011年12月2日  |
| 旧金山市               | 美国       | 2014年6月26日  |
| 奥佛斯市               | 冰島       | 2016年10月25日 |
| 莫吉廖夫市             | 白俄羅斯   | 2017年6月30日  |
| 塞伊奈约基市           | 芬兰       | 2017年12月12日 |
| 圣佩德罗苏拉           |            | 2024年3月19日  |

### 领事机构
日本于1905年设立驻汉口领事馆长沙分署，同年，升格为领事馆，英国则于1907年开设领事馆。美国于民国四年（1915年）起设置驻长沙领事馆，民国十六年（1927年）关闭。比利时、挪威、奥匈帝国等国家也曾经在长沙设立领事馆，均于中华人民共和国成立前裁撤。
| 领事机构             | 协议确定时间  | 开馆时间       | 领区                                           | 馆址                              | 领馆车辆号牌 |
| -------------------- | ------------- | -------------- | ---------------------------------------------- | --------------------------------- | ------------ |
| 驻长沙总领事馆       | 2017年9月14日 | 2017年12月23日 | 湖南、湖北、河南、贵州                         | 芙蓉区解放东路300号华天大酒店10楼 | 未知         |
| 马拉维驻长沙总领事馆 |               | 2023年6月29日  | 湖南、福建、江西、湖北、广东、广西、重庆、四川 | 芙蓉区旺德福万象时代1栋23A        | 未知         |

- 另外，英国、法国、德国、瑞士、意大利、荷兰、芬兰、奥地利、比利时、克罗地亚、希腊、西班牙、瑞典、波兰、立陶宛、捷克等16个国家在长沙设有签证中心。

### 引用
1. ↑  联合国开发计划署 等. 中国人类发展报告特别版-历史转型中的中国人类发展40年：迈向可持续未来[]. 北京: 中译出版社. 2019-12.
2. ↑  司马迁. 史记：屈原贾生列传 （页面存档备份，存于）.
3. ↑  王禹偁(北宋). 潭州岳麓书院记 （页面存档备份，存于）:“谁谓潇湘？兹为洙泗。谁谓荆蛮？兹为邹鲁。”
4. 1 2  . 长沙市统计局. 2021-06-03. （原始内容存档于2021-06-06）.
5. ↑  国务院关于印发“十三五”现代综合交通运输体系发展规划的通知 （页面存档备份，存于）. 国务院. 2017-02-03.
6. ↑  中国社会科学院语言研究所, 中国社会科学院民族学与人类学研究所. 中国语言地图集（第2版）：汉语方言卷 （页面存档备份，存于）. 北京: 商务印书馆. 2012-12.
7. ↑  黄朴华. 长沙古城址考古发现与研究 （页面存档备份，存于）. 岳麓书社. 2016-12-01.
8. 1 2  逸周书：王会解 （页面存档备份，存于）:“长沙鳖，其西，鱼复鼓钟钟牛。”
9. 1 2  王习加. 长沙史话 （页面存档备份，存于）. 北京: 社会科学文献出版社. 2014-12: 15.
10. ↑  范成大(南宋). 石鼓山记 （页面存档备份，存于）:“天下有书院四：徂徕、金山、岳麓、石鼓。”
11. ↑  长沙大学长沙文化研究所. 古代长沙商业之繁荣及其原因初探（下） （页面存档备份，存于）. 长沙大学学报. 2011(1).
12. ↑  曾桂林. 长沙开埠与城市空间的演变(1904—1927) （页面存档备份，存于）. 湖湘论坛. 2007(4).
13. ↑  长沙产业结构调整与升级研究 （页面存档备份，存于）. 湖南省统计局. 2017-10-16.
14. ↑  长沙：“工程机械之都”探寻世界坐标 （页面存档备份，存于）. 新华网. 2019-05-20.
15. 1 2  张怀中. 长沙GDP10年增长460% 增速领跑全国 （页面存档备份，存于）. 人民网. 2016-08-22.
16. ↑  走进中部首个国家级新区 听高质量发展“新曲” （页面存档备份，存于）. 湖南湘江新区网站. 2015-05-31.
17. ↑  湖南：打造中非经贸深度合作先行区 （页面存档备份，存于）. 中非合作论坛. 2021-01-19.
18. ↑  中非经贸博览会永久落户湖南，那些你不知道的背后故事 （页面存档备份，存于）. 湖南省人民政府门户网站. 2019-06-01.
19. 1 2
20. ↑  "Medium-Low Speed Maglev in Changsha" （页面存档备份，存于）. CRRC ZELC EUROPE.
21. ↑  Changsha | Creative Cities Network （页面存档备份，存于） . UNESCO Creative Cities Network.
22. ↑  2009-2017年电视台收视率排行榜 湖南卫视连续九年第一 （页面存档备份，存于）. tvtv.hk. 2018-01-14.
23. ↑  2020“TV地标”和“时代之声”榜单发布 （页面存档备份，存于）. 新华网. 2020-12-17.
24. ↑  山水洲城谱写现代化新篇章 （页面存档备份，存于）. 湖南省人民政府门户网站. 2020-10-13.
25. ↑  实拍：“中国娱乐之都”长沙的夜生活 （页面存档备份，存于）. 新浪网. 2019-08-27.
26. ↑  【旅游局长说】湖南长沙：唱响娱乐之都 打造历史文化名城 （页面存档备份，存于）. 搜狐网. 2018-02-20.
27. ↑  李鄂权. 长沙发现的旧石器 （页面存档备份，存于）. 湖南考古辑刊. 长沙: 岳麓书社. 1994(00).
28. 1 2  彭雪开. 长沙地名源流考 （页面存档备份，存于）. 长沙大学学报. 2016(6): 7-10.
29. 1 2  湖南省长沙县志编纂委员会. 长沙县志 （页面存档备份，存于）. 北京: 生活・读书・新知三联书店. 1995-12.
30. ↑  战国策：魏策：魏一：魏武侯与诸大夫浮于西河 （页面存档备份，存于）:“昔者，三苗之居，左彭蠡之波，右有洞庭之水，文山在其南，而衡山在其北。”
31. ↑  史记：列传：孙子吴起列传 （页面存档备份，存于）:“昔三苗氏左洞庭，右彭蠡，德义不修，禹灭之。”
32. ↑  李吉甫(唐). 元和郡县志 : 卷三十 （页面存档备份，存于）:“按《东方朔记》，南郡有万里沙祠，自湘川至东莱，地可万里，故曰长沙。”
33. ↑  (清)吴兆熙, (清)张先抡.光绪善化县志:“星以沙而得名，非沙以星而得名也。”
34. ↑  陈先枢, 黄启昌(著). 长沙经贸史记[]. 长沙: 湖南文艺出版社. 1996-12.
35. 1 2  陈先枢. 长沙城建大事记(上)(公元前475年—公元1850年) （页面存档备份，存于）. 文史拾遗. 2012(2).
36. ↑  司马迁. 史记 : 世家 : 越王句践世家 （页面存档备份，存于）：“……长沙，楚之粟也。”
37. ↑  长沙铁路车站建设工程文物发掘队. 长沙新发现春秋晚期的钢剑和铁器 （页面存档备份，存于）. 文物. 1978(10): 44-48.
38. 1 2 3 4  长沙市志编纂委员会. 长沙市志：第1卷. 长沙：湖南人民出版社. 2004.
39. ↑  贾谊. 治安策 （页面存档备份，存于）：“长沙乃在二万五千户耳，功少而最完，势疏而最忠，非独性异人也，亦形势然也。”
40. ↑  《长沙土风碑铭》（页面存档备份，存于）
41. ↑  (唐)杜甫. . 中国哲学书电子化计划. 浙江大学图书馆.   [2021-06-18]. （原始内容存档于2021-06-24）.
42. ↑  . 华声在线. 2014-10-21  [2018-11-15]. （原始内容存档于2018-11-15）.
43. ↑  (宋)张祁. . 古诗词网.   [2021-06-18]. （原始内容存档于2021-06-24）.
44. ↑  李清良, 张洪志. "朱张会讲"的缘起,过程,特征及意义 （页面存档备份，存于）. 湖南大学学报社会科学版. 2018. 032(001):9-15.
45. ↑  郑佳明, 梁小进, 杨锡贵. 长沙历史风云 （页面存档备份，存于）. 湖南文艺出版社. 1997-02.
46. ↑  雷晶. . 湘潭大学. 2008  [2022-04-16]. （原始内容存档于2022-05-22）.
47. ↑  (清)刘采邦, (清)张延珂. . 长沙: 岳麓书社. 2010-02-01  [2021-06-18]. ISBN 9787807612841. （原始内容存档于2021-06-24）.
48. ↑   (PDF). 国立公文書館 デジタルアーカイブ.   [2021-06-18]. （原始内容存档 (PDF)于2021-06-24）.
49. ↑  段锐. 城市记忆与社会变迁：长沙工业文化遗产初探. 湖南社会科学. 2013(4): 255-258.
50. ↑  . 长沙市规划设计院有限责任公司.   [2021-06-18]. （原始内容存档于2021-06-24）.
51. ↑  . 湖南大学岳麓书院.   [2021-06-18]. （原始内容存档于2021-06-24）.
52. ↑  国务院. . 中华人民共和国国务院公报. 1992-07-30, (13): 910–911  [2021-06-19]. （原始内容存档于2021-06-24）.
53. ↑  . 中国政府网.   [2021-06-19]. （原始内容存档于2021-06-24）.
54. ↑  . 湖南省人民政府门户网站.   [2021-06-18]. （原始内容存档于2021-06-24）.
55. ↑  易颖. . 南方周末. 2004-05-07  [2021-06-18]. （原始内容存档于2021-06-24）.
56. 1 2  . 人民日报. 2015-04-26  [2018年11月15日]. （原始内容存档于2018年11月15日）.
57. ↑  周帙恒. . 中国日报中文网. 2020-09-11  [2021-06-18]. （原始内容存档于2021-06-29）.
58. ↑  . 中国政府网.   [2021-06-18]. （原始内容存档于2021-06-24）.
59. ↑  . 中国（湖南）自由贸易试验区.   [2021-06-18]. （原始内容存档于2021-06-24）.
60. ↑  . 长沙市人力资源和社会保障局.   [2021-06-19]. （原始内容存档于2021-06-24）.
61. ↑  房天下咨询. . 搜狐.   [2021-06-18]. （原始内容存档于2021-06-24）.
62. ↑  谭仲池. . 长沙: 湖南教育出版社. 2013-06-01  [2021-06-19]. ISBN 9787553903897. （原始内容存档于2021-06-24）.
63. ↑  . 中国气象科学数据共享服务网.   [2013年5月]. （原始内容存档于2015-03-02）.
64. ↑  . 中国气象局. （原始内容存档于2013-09-21）.
65. ↑  . 中国气象局. （原始内容存档于2017-09-23）.
66. ↑  . 天气网. 2022-11-11  [2022-11-13]. 今天（11日）南方同期罕见暖热天气继续“加码”...大城市中，长沙截至14时最高气温已经达到33.1℃，再度刷新昨天刚刚打破的11月最高气温纪录
67. ↑  . 中国经济网.   [2021-02-16]. （原始内容存档于2021-03-13）.
68. ↑  . 中国经济网.
69. ↑  .   [2022-01-04]. （原始内容存档于2022-01-04）.
70. ↑  . 中华人民共和国民政部.   [2015-04-12]. （原始内容存档于2015-04-02）.
71. ↑  长沙市统计局、国家统计局长沙调查队. . 中国统计出版社. 2017年8月  [2018-04-16]. ISBN 978-7-5037-8210-7. （原始内容存档于2018-04-17）.
72. ↑  中华人民共和国民政部. . 中国社会出版社. 2018年10月. ISBN 978-7-5087-5594-6.
73. ↑  . 人民日报. 2015-04-26  [2018年11月15日]. （原始内容存档于2018年11月15日）.
74. ↑  .   [2018-12-21]. （原始内容存档于2018-12-22）.
75. ↑  .   [2018-12-21]. （原始内容存档于2017-07-29）.
76. ↑  .   [2018-12-21]. （原始内容存档于2018-12-22）.
77. ↑  .   [2018-12-22]. （原始内容存档于2018-12-22）.
78. ↑  湖南省人民政府门户网站. .   [2021-02-14]. （原始内容存档于2021-03-13）.
79. ↑  湖南省统计局. .   [2021-02-14]. （原始内容存档于2021-03-13）.
80. ↑  曹开阳. . 长沙晚报.   [2021-02-14]. （原始内容存档于2021-03-13）.
81. ↑  舒元臻. . 长沙晚报.   [2021-02-14]. （原始内容存档于2021-03-13）.
82. ↑  刘捷萍 何胜雄. . 长沙晚报.[]
83. ↑  湖南省地方金融监督管理局. .   [2021-02-14]. （原始内容存档于2020-02-24）.
84. ↑  .   [2018-12-22]. （原始内容存档于2018-12-22）.
85. ↑  长沙城建大事记(公元前475年—公元1949年).《湖南文献》2015年第2期
86. ↑  湖南省省级高速公路命名与编号方案 （页面存档备份，存于），湖南省交通运输厅
87. ↑  参见：《湖南统计年鉴2011》
88. ↑  . 2017-12-25  [2017-12-30]. （原始内容存档于2017-12-30）.
89. ↑  . 红网. 2017-12-08  [2017-12-30]. （原始内容存档于2018-12-23）.
90. ↑  .   [2018-12-22]. （原始内容存档于2014-05-17）.
91. ↑  .   [2019-10-22]. （原始内容存档于2021-03-13）. “线路查询”下方的官方线路图
92. ↑  . 潇湘晨报. （原始内容存档于2022-07-07）.
93. ↑  .   [2022-10-19]. （原始内容存档于2022-07-07）.
94. ↑  中国铁路总公司. . 铁路客货运输专刊. 2016-12-24, 2016 (6): 36–38.
95. ↑  长株潭城市群城际交通网规划（2009-2020年）获国家发改委批复 （页面存档备份，存于）. 湖南省人民政府门户网站. 2009-11-02
96. ↑  .   [2020-12-15]. （原始内容存档于2021-03-13）.
97. ↑   (PDF).   [2020-12-15]. （原始内容存档 (PDF)于2021-03-13）.
98. ↑  . 红网-潇湘晨报. 2012-11-24  [2023-09-15]. （原始内容存档于2013-04-03）.
99. ↑  . 三湘都市报. 2011-04-07.
100. ↑  .   [2018-11-15]. （原始内容存档于2018-11-15）.
101. ↑  .   [2018-12-22]. （原始内容存档于2018-01-04）.
102. ↑  . 长沙晚报. 2017-02-26  [2018-11-15]. （原始内容存档于2018-11-15）.
103. ↑  陈先枢. . 中国文联出版社. 2001-10.
104. ↑  .   [2018-12-23]. （原始内容存档于2018-12-23）.
105. ↑  2010年湖南与长沙人口普查数据分别出自《长沙市2010年第六次全国人口普查主要数据公报》 （页面存档备份，存于）与《2010年湖南省第六次全国人口普查主要数据公报》 （页面存档备份，存于）
106. ↑  长沙市统计局、长沙市第七次全国人口普查领导小组办公室. . 2021-06-03  [2023-07-23]. （原始内容存档于2021-08-18）.
107. ↑  2020年年末常住人口数据来源于《湖南统计年鉴2021》 （页面存档备份，存于）
108. ↑  . finance.people.com.cn.   [2023-11-03]. （原始内容存档于2023-11-03）.
109. ↑  . 湖南新闻网. 2007-10-19  [2020-04-08]. （原始内容存档于2020-08-12）.
110. ↑  长沙历次人口普查常住人口与少数民族人口数据来源于长沙市统计局：《长沙市少数民族人口状况浅析》（2003年8月27日） （页面存档备份，存于）
111. ↑  施联朱. . 《中国民族》. 1999年, (第3期): 52–54.
112. ↑  2000年第五次人口普查数据出自湖南省统计局/人口服务网（子网）-第五次人口普查数据 （页面存档备份，存于），分县人口数据参考国家统计局-第五次人口普查数据库 （页面存档备份，存于）
113. ↑  湖南省统计局、湖南省第七次全国人口普查领导小组办公室. .
114. ↑  . 长沙里手.   [2017-03-04]. （原始内容存档于2017-03-17）.
115. ↑  .   [2018-12-02]. （原始内容存档于2018-12-02）.
116. ↑  中国古代印染
117. ↑  郝建英：《初探湖南的现代陶艺》《陶瓷科学与艺术》2002年 第4期
118. ↑  . 湖南省长沙市第一中学.   [2017-03-04]. （原始内容存档于2017-04-13）.
119. ↑  . 中国教育在线.   [2017-03-05]. （原始内容存档于2017-03-03）.
120. ↑  . 腾讯教育. 2005-05-04  [2017-03-04]. （原始内容存档于2016-03-06）.
121. ↑  2016年《亚洲品牌500强》：湖南广播电视台跃居亚洲电视媒体品牌第二 （页面存档备份，存于） 人民网2016年09月28日
122. ↑  . 湖南省体育局. 2007-03-27  [2017-07-11]. （原始内容存档于2018-12-24）.
123. ↑  .   [2014-02-20]. （原始内容存档于2014-02-25）.
124. ↑  . 长沙市政府门户网站.   [2014-02-20]. （原始内容存档于2014-02-25）.
125. ↑  . 长沙统计信息网.   [2016-05-06]. （原始内容存档于2016-04-17）.
126. ↑  长沙市民族宗教事务局：长沙市宗教方面基本情况 （页面存档备份，存于）
127. ↑  .   [2012-02-13]. （原始内容存档于2014-08-06）.
128. ↑  . 新浪湖南. 2013-05-08.
129. ↑  . 长沙市外侨办. 2018-07-18  [2018-12-02]. （原始内容存档于2019-07-10）.
130. ↑  . 中华人民共和国驻洪都拉斯共和国大使馆. 2024-03-21  [2024-03-22]. （原始内容存档于2024-03-22）.
131. ↑  黃剛. . 臺灣商務印書館. 1995.
132. ↑  . The Political Graveyard.   [2022-03-15]. （原始内容存档于2021-04-19）.
133. ↑  谭仲池. . 湖南教育出版社. 2013-06-01  [2022-03-15]. ISBN 9787553903897. （原始内容存档于2022-03-15）.